# Martin Lutero
Martin Lutero (in tedesco Martin Luther; Eisleben, 10 novembre 1483 – Eisleben, 18 febbraio 1546) è stato un teologo tedesco, noto principalmente come riformatore religioso e iniziatore del protestantesimo.

Inizialmente presbitero agostiniano e docente universitario, dalla personalità vigorosa e decisa, diede vita a una nuova teologia in cui sostenne che non è necessaria l'intercessione della Chiesa ai fini della salvezza spirituale, considerando la salvezza come «un libero dono di Dio» (giustificazione) accordato all'uomo per sola fede senza l'ausilio delle opere della legge in una particolare interpretazione del pensiero di Paolo e di Agostino.
Questa, e altre posizioni pesantemente critiche contro la chiesa di Roma, come per esempio la condanna della nota vendita delle indulgenze praticata dai papi Giulio II e Leone X, lo indussero a formulare nel 1517 le 95 tesi, considerate dagli storici l'inizio de facto dello scisma dal cattolicesimo (ufficializzato nel 1521 nel corso della Dieta di Worms) e, contestualmente, della riforma protestante.
Invitato a ritrattare le sue tesi e le sue posizioni critiche contro Roma, Lutero rifiutò e nel 1521 fu scomunicato per eresia da Leone X con la bolla Decet Romanum Pontificem. La confessione cristiana basata sulla sua dottrina teologica è chiamata luteranesimo o protestantesimo luterano.

## Biografia

### Infanzia e formazione

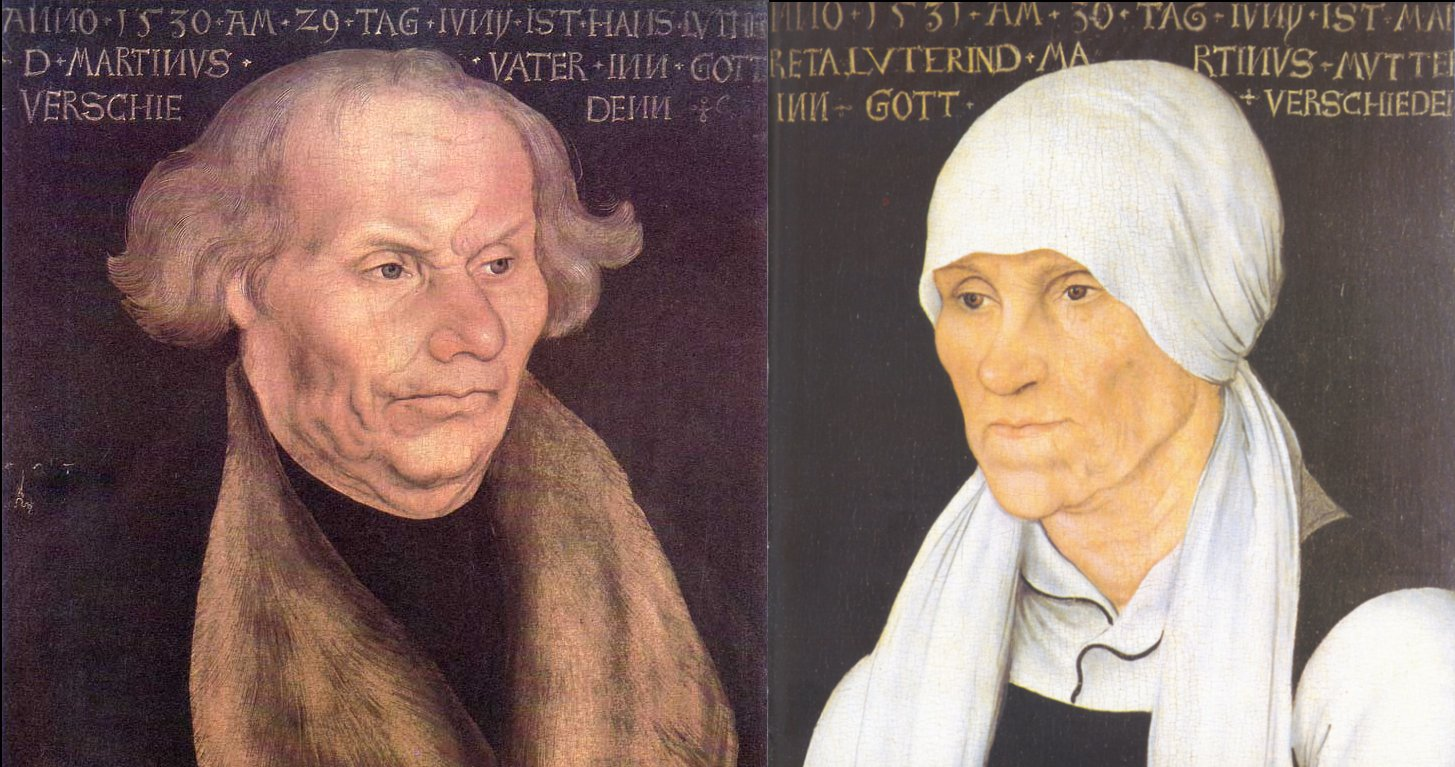
Ritratto di Hans Luther e Margarethe Ziegler, genitori di Martin Lutero

Martin Lutero nacque a Eisleben (nell'odierno Land di Sassonia-Anhalt) nella notte del 10 novembre 1483, «undici ore dopo il tramonto», cioè verso le cinque del mattino; venne battezzato con il nome Martin in onore di Martino di Tours, santo festeggiato l'11 novembre, giorno successivo a quello della sua nascita. I suoi ascendenti erano contadini: «Sono figlio di contadini», ricorda il riformatore in uno dei suoi Discorsi a tavola, aggiungendo che «ci sono stati però contadini che sono diventati re e imperatori». Lutero era figlio di Hans Luther (1459-1530) e Margarethe Ziegler (figlia di Johannes Lindemann e Margaretha Lindemann) (1459-1531). Hans, non avendo ereditato terra, era andato a lavorare in miniera, costruendosi una discreta fortuna, senza che questo ne facesse un uomo ricco; la moglie, infatti, doveva portare la legna dal bosco vicino.
L'ambiente in cui crebbe Lutero era cattolico e severo, ma anche rozzo e volgare. Nella fede dei genitori vi era infatti una componente di superstizione popolare, attinta soprattutto dal paganesimo germanico.
Un anno dopo la nascita di Martin, la famiglia si trasferì a Mansfeld, dove cominciò a frequentare la scuola, esercitandosi nel canto sacro.
Nel 1497 Lutero frequentò la scuola di latino a Magdeburgo, presso i Fratelli della vita comune, un'associazione religiosa d'origine medievale. Per volontà del padre si iscrisse poi all'Università di Erfurt (1501), dove conseguì il titolo di Baccalaureus artium.

### Nell'ordine agostiniano

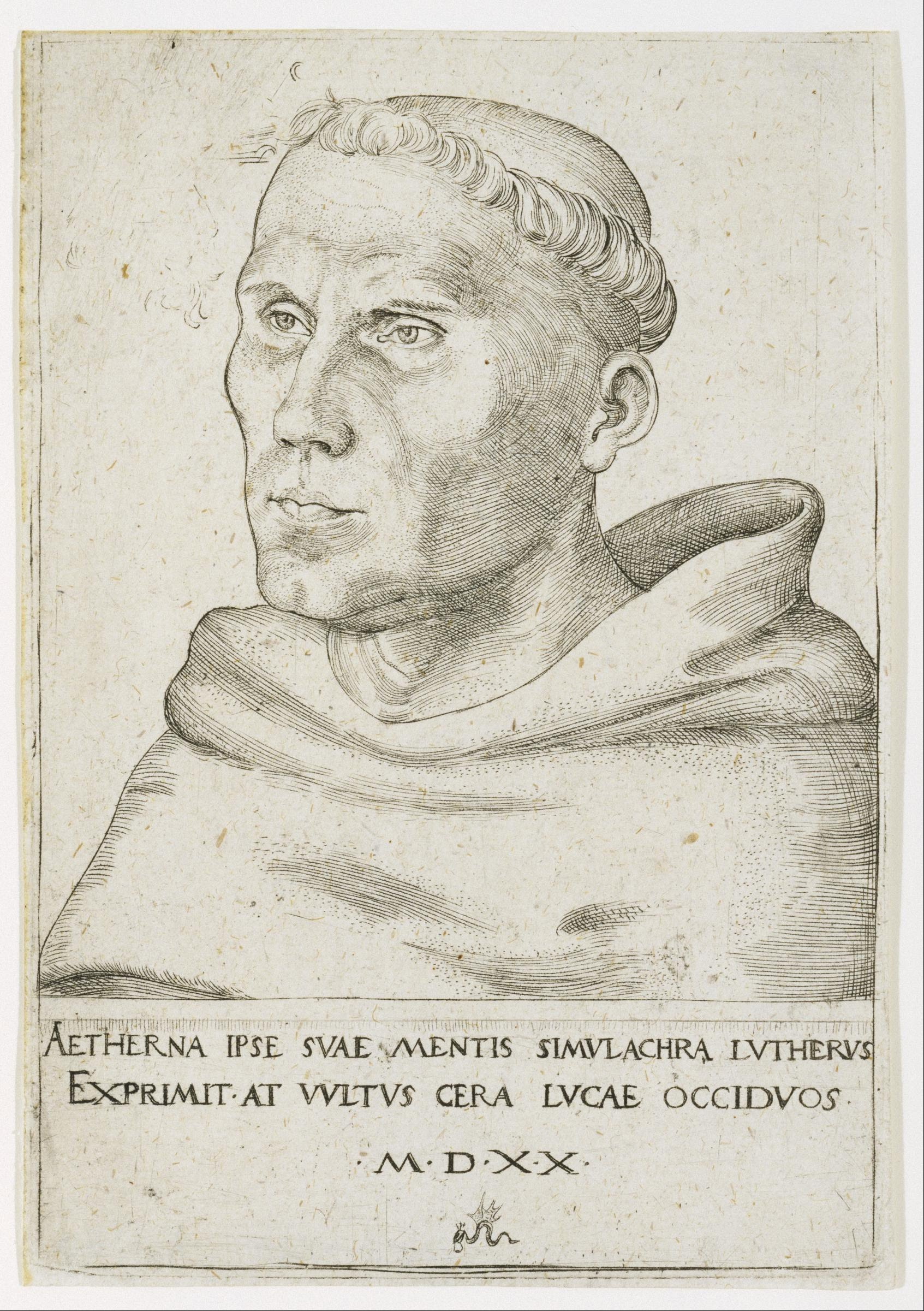
Lutero nel periodo monacale

Fu nella biblioteca di tale istituto che lesse per la prima volta la Bibbia: «Mi piacque moltissimo» -disse- «e volevo ritenermi abbastanza fortunato da possedere un giorno quel libro». Un evento del luglio 1505 indirizzò il suo futuro: mentre era in viaggio fu sorpreso da un violento temporale alle porte di Stotterheim, un villaggio sassone. Caduto a terra per gli effetti di un fulmine poco distante, rivolse una promessa a sant'Anna; se si fosse salvato, avrebbe abbracciato la vita monastica.
Il 17 luglio 1505, a ventidue anni, entrò nel convento agostiniano di Erfurt, dove approfondì e studiò con cura le lettere di san Paolo e gli scritti religiosi di sant'Agostino. Qui, nel 1507, fu ordinato sacerdote, nonostante la contrarietà del padre (non convinto della serietà della sua vocazione). Il giovane frate agostiniano si dedicò agli studi teologici e alla pratica delle virtù conventuali, a cominciare dall'umiltà. Johann von Staupitz, colpito dalle sue capacità e dalla sua disciplina, lo segnalò a Federico III di Sassonia, che aveva appena fondato l'Università di Wittenberg e cercava nuovi docenti.
Pertanto, nel 1508, Lutero iniziò a insegnarvi dialettica e fisica, leggendo e commentando l'Etica Nicomachea di Aristotele, e passando in seguito a dirigere le disputationes degli studenti. Negli anni seguenti proseguì i suoi studi di teologia e delle Sacre Scritture. Nel 1510 fu inviato a Roma (in rappresentanza del suo convento, per questioni interne all'Ordine) dove, a differenza di quanto riportato da diverse fonti, non rimase troppo scandalizzato per la condotta del clero, anche se lo storico-biografo Bainton sostiene che fin dal suo arrivo ebbe delusioni di vario genere, soprattutto da parte dei preti locali. Essi lo colpirono per la "crassa ignoranza e la frivolità", in quanto erano in grado di celebrare in fretta e furia sei o sette messe nello stesso tempo in cui lui ne celebrava una soltanto. Inoltre, egli inorridiva nel sentir dire che i quartieri malfamati erano frequentati da ecclesiastici, e che alcuni di essi si reputavano virtuosi perché si limitavano ad avere rapporti con donne. La critica si divide anche sull'effetto che gli fece il fervore artistico e culturale che in quegli anni investiva il centro della cristianità. Mentre alcuni ritengono che il giovane monaco tedesco fu entusiasta dei capolavori artistici romani, altri, come R. Bainton, affermano che essi non lo interessarono per niente, essendo più attratto dalla "Roma dei santi". Una leggenda dice che, entrando in piazza del Popolo, sia caduto in ginocchio esclamando: «Salve Roma santa, città di martiri, santificata dal sangue che essi vi hanno sparso». Anch’egli salì sulla Scala Santa sulle mani e sulle ginocchia, scalino per scalino, da lui baciati, nella speranza di liberare un'anima dal purgatorio, dispiacendosi persino che i suoi genitori fossero ancora in vita, non potendo così beneficiarli in quel momento con la sua pratica devozionale.
Il 19 ottobre dell'anno seguente si laureò in teologia e nel 1513 iniziò a tenere lezioni sui Salmi, poi pubblicate nel 1519. Nell'anno 1515 Lutero fu nominato, dal capitolo degli Agostiniani, vicario generale dei numerosi conventi del distretto della Misnia e della Turingia. Il vicario generale Staupitz, secondo la consuetudine del tempo, lo accompagnò a visitare molti di questi importanti monasteri. Nello stesso anno iniziò le lezioni sull'Epistola ai Romani, il cui manoscritto fu scoperto e pubblicato nel 1908.
Fu lo studio delle lettere di San Paolo a fargli elaborare una nuova comprensione della giustizia di Dio, che ora intendeva come iustitia passiva. In particolare, tra il 1515 e il 1517, dopo aver riflettuto su di un passo della Lettera ai Romani, sviluppò una teoria in cui asseriva che per la salvezza dell'anima non era necessario conseguire particolari meriti, ma che era sufficiente abbandonarsi all'azione salvifica di Dio: bastava quindi credere per sapersi e sentirsi salvato.

### La dottrina della giustificazione per fede

#### L'ultimo dei medievali, il primo dei moderni

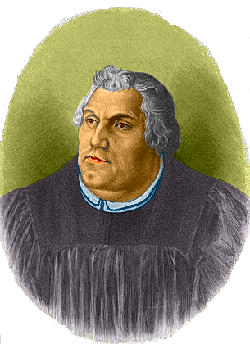
Martin Lutero

Negli anni passati a Wittenberg la riflessione luterana sul rapporto tra Dio e uomo si fece sempre più intensa. Lutero viveva una religiosità di tipo medioevale. Egli non condivideva la crisi della religiosità tradizionale, tipica di una cultura rinascimentale che non gli apparteneva: era un uomo del passato e viveva la fede come i suoi antenati. Si può dire che quasi senza volerlo egli si trovò a essere l'inconsapevole elemento catalizzatore di un enorme fenomeno storico. Affermando la libertà della fede da ogni imposizione dogmatica Lutero fu d'altra parte anche «uomo del mondo moderno, in quanto esprime la fede nella sua purezza come aveva appreso dalla Bibbia…».

#### Iustus ex fide vivit
Tra la fine del 1512 e l'inizio del 1514 Lutero provò l'esperienza della torre (Turmerlebnis): un'improvvisa rivelazione, cioè l'assioma fondamentale della religione protestante, come egli stesso racconta gli venne in mente mentre si trovava nella torre del convento, leggendo e meditando sulla lettera di San Paolo ai Romani. In uno dei discorsi a tavola tenuto nel 1532 il riformatore racconta del terrore che gli ispiravano due parole: "iustus" e "iustitia" che gli facevano pensare che se Dio è somma giustizia non c'è scampo alla dannazione eterna per il peccatore.

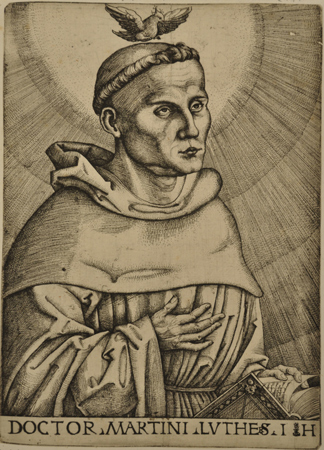

Ma riflettendo su alcuni passi delle Lettere di San Paolo, in particolare su:
- «Il mio giusto vive mediante la fede; ma se indietreggia, la mia anima non si compiacerà in lui» («iustus autem meus ex fide vivit: quod si subtraxerit se, non placebit animæ meæ» (da Ebrei 10, 38 riprendendo Abacuc 2,4 e Romani, 1,17);
- «poiché non c'è distinzione: tutti infatti hanno peccato e sono privi della gloria di Dio, essendo giustificati gratuitamente per la Sua grazia, mediante la redenzione in Gesù Cristo, che Dio ha esposto per espiazione col Suo sangue mediante la fede» (da Romani 3,23-25);
- «poiché noi riteniamo che l'uomo è giustificato per mezzo della fede, senza le opere della legge» (da Romani 3,28);
- «giustificati dunque per la fede, abbiamo pace con Dio, per mezzo di Gesù Cristo, nostro Signore, mediante il quale abbiamo anche avuto, per la fede, l'accesso a questa grazia nella quale stiamo saldi e ci gloriamo, nella speranza della Gloria di Dio» (da Romani 5,1-2).

Ecco allora che quelle due terribili parole gli diventarono «dulcia et iucunda» e che la soluzione del suo dramma religioso era stata un dono dello Spirito Santo.
Lo studio della Bibbia, la preghiera e la meditazione aiutarono dunque Lutero a pervenire a un intendimento diverso di come Dio considera i peccatori. Da qui derivò l'idea che il favore di Dio non è qualcosa che si possa guadagnare, ma viene concesso per immeritata benignità a coloro che manifestano fede. Nella teologia paolina infatti l'apostolo sostiene che se noi avremo fede saremo giustificati da Dio per i meriti di nostro signore Gesù Cristo. Dio, e lui solo, ci darà la grazia, la salvezza giustificandoci. È questo il punto centrale di tutta la dottrina luterana: egli infatti intende giustificati in senso letterale (iustum facere): essere resi giusti da ingiusti come per natura siamo.
È l'onnipotenza divina che è in grado di fare questo: trasformare il nero in bianco, rendere giusto ciò che per sua natura è profondamente ingiusto. È inutile che l'uomo "con le sue corte braccia" tenti di raggiungere Dio. L'uomo non può lusingare Dio con le buone opere, tanto più che il peccato originale lo porterà di nuovo irrimediabilmente a peccare. Tutto dipende da Lui, che interviene direttamente sull'uomo. Non c'è più bisogno del mediatore tra Dio e l'uomo: il sacerdote (il "sacerdos", colui che dà il sacro) ma è Dio che nella sua onnipotenza salva chi ha deciso ab aeterno (dall'eternità) di salvare.
Lutero riesaminò mentalmente l'intera Bibbia per determinare se questa nuova conoscenza fosse in armonia con altre dichiarazioni bibliche, e ritenne di trovarne ovunque la conferma. La dottrina della giustificazione, o salvezza, per fede e non mediante le opere, o la penitenza, rimase il pilastro centrale degli insegnamenti di Lutero, che erano comunque derivati da quelli di Wyclif e di Hus.

#### Differenza con la teologia cattolica

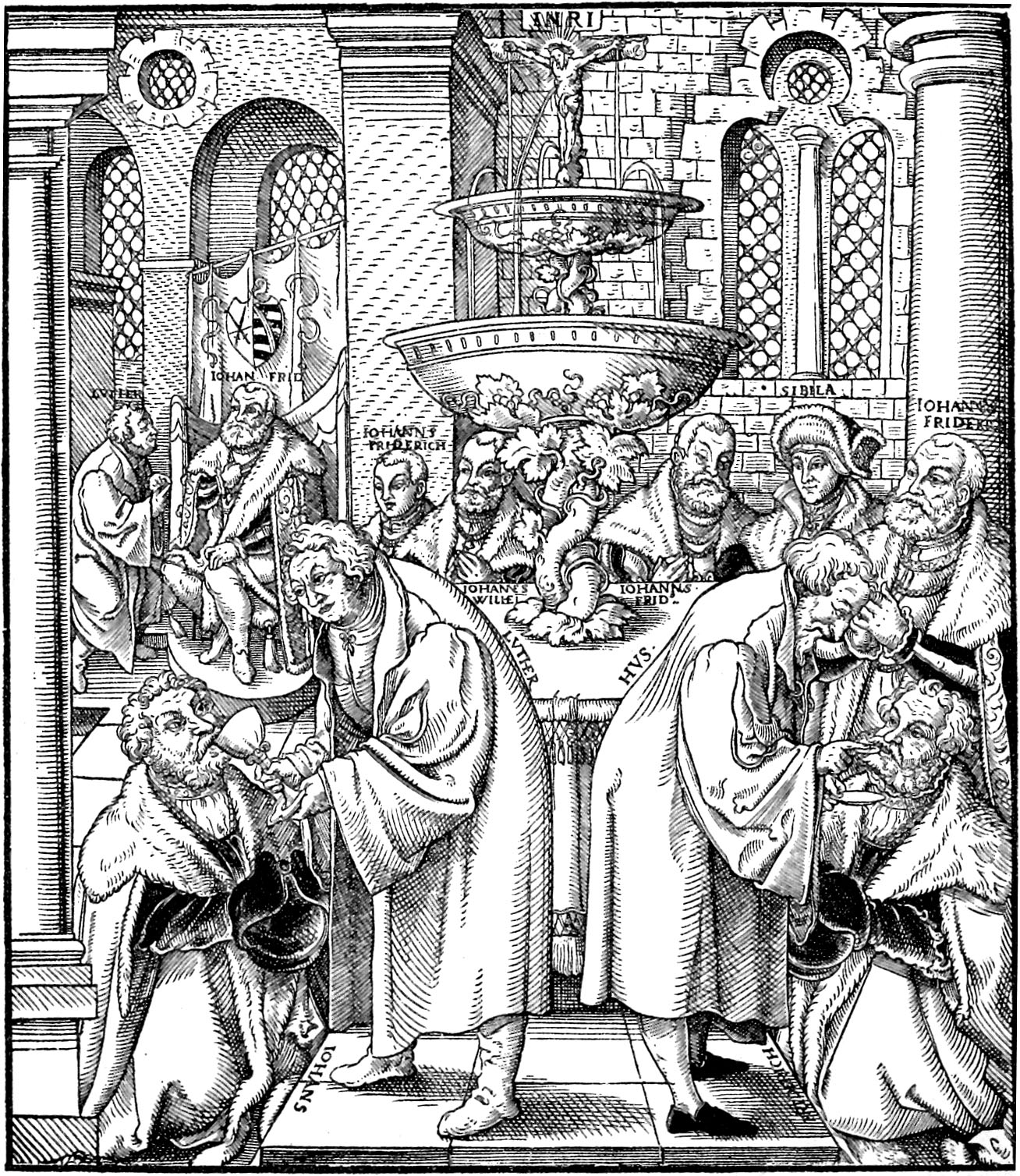
Xilografia di Lutero e Hus che dispensano la Santa Comunione

È dunque esclusivamente Dio che salva poiché, in quanto onnipotente, è in grado di trattare come giusto ciò che per sua natura è ingiusto. Infatti per i protestanti è solo la grazia di Dio che salva, attraverso la fede. La Chiesa cattolica, in merito al problema della giustificazione, crede nella necessità sia della grazia divina sia della cooperazione umana, fatta di fede e opere: l'uomo è sì corrotto dal peccato originale, ma il suo libero arbitrio non è completamente annullato, e dunque trova, con l'aiuto della grazia divina, la forza per risorgere.
Una seconda differenza sta nel fatto che per la teologia cattolica la giustificazione è un effetto reale operato nel fedele dalla grazia di Dio, mentre per la teologia luterana, la giustificazione del fedele è la stessa grazia di Dio, ossia è uno dei modi in cui Dio può decidere di considerare un peccatore: il modo di considerarlo come giustificato. Resta fermo che per i teologi di entrambe le confessioni l'uomo non merita, da sé, la grazia di Dio.
Mentre il cattolico, tramite i sacramenti, può presumere di avere ottenuto il perdono ed essere in grazia di Dio, il luterano ne è certo, basato sulle stesse promesse divine nelle Scritture, il cui Autore, Dio stesso, non può mentire. Tuttavia il protestante non può, in vita, sapere se la sua fede è stata "salvifica", perché nemmeno la fede dell'uomo è un suo merito.
Al presente, tuttavia, secondo la parte della comunità internazionale luterana meno legata alle confessioni luterane e più incline all'ecumenismo, è difficile individuare gli effettivi punti di disaccordo tra teologia luterana e teologia cattolica. Il 31 ottobre 1999 ad Augusta il Pontificio consiglio per la promozione dell'unità dei cristiani e la Federazione mondiale luterana hanno sottoscritto una "Dichiarazione congiunta sulla dottrina della giustificazione" e si affermò, da entrambe le parti, che la teologia è una sia per i protestanti in genere, sia per i cattolici o per gli ortodossi, convenendo che la giustificazione è ottenuta per fede - come già proposto dal cardinale Gasparo Contarini nei Colloqui di Ratisbona del 1541.
Un'altra parte dei luterani, cosiddetti confessionali, tra cui quelli dell'International Lutheran Council, non l'ha sottoscritto, e rimane ferma nella confessione della salvezza solamente per grazia di Dio, solamente per fede e fede in Cristo soltanto, cosa che la Chiesa cattolica non ha mai accettato, nemmeno nel documento sulla giustificazione del 1999.

### I punti fondamentali della dottrina luterana

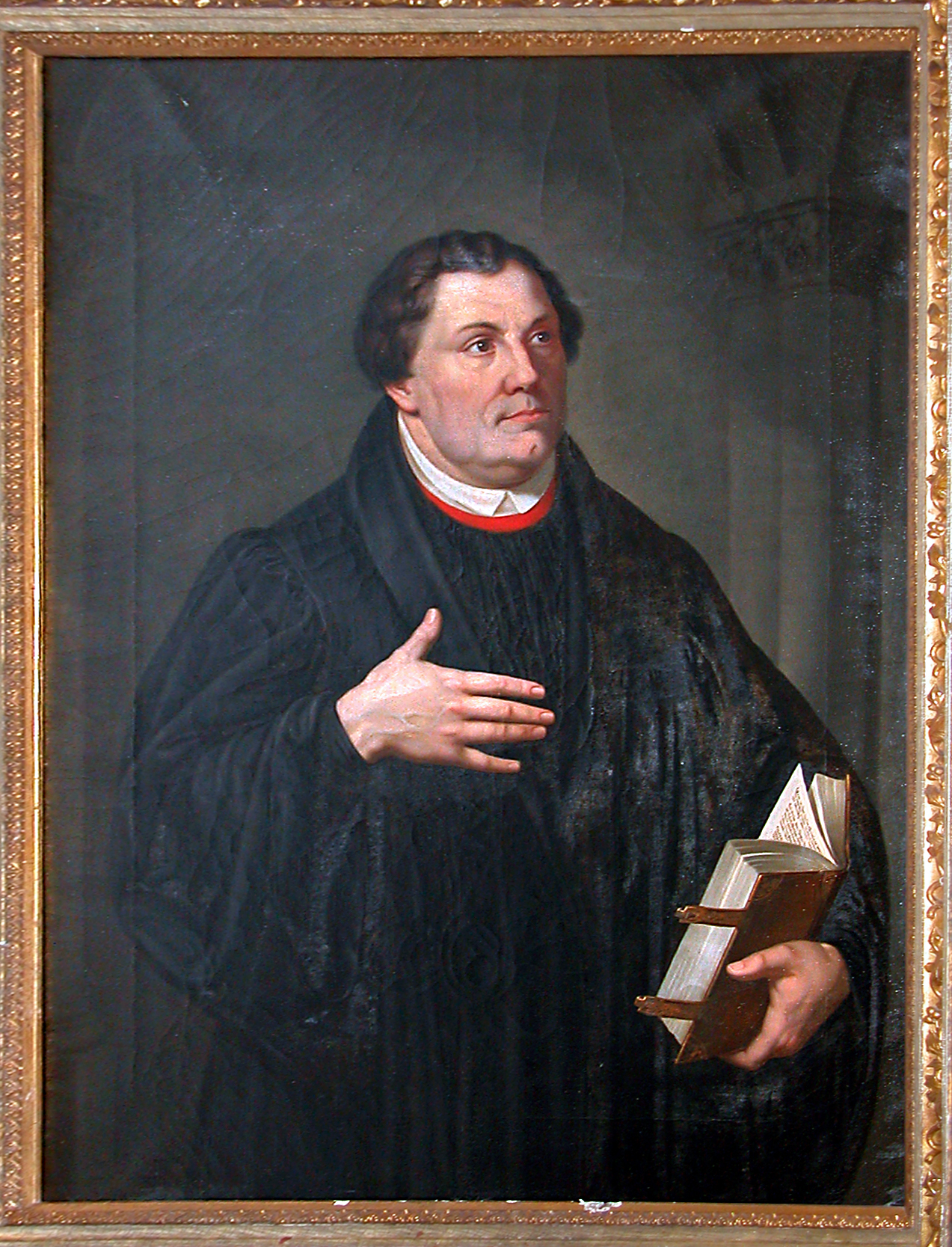
Ritratto di Lutero

I capisaldi della dottrina luterana possono essere così sintetizzati:
- salvezza per sola grazia attraverso fede (Sola fide, Sola gratia): la salvezza non si ottiene a causa delle buone azioni, si ottiene solamente avendo fede in Cristo e nella Sua opera salvifica.
- L'uomo compie azioni  poiché è giustificato: non è giustificato a causa delle sue azioni pie.
- Libero esame delle Sacre Scritture (Sola Scriptura): chiunque, illuminato da Dio, può sviluppare una conoscenza delle Scritture ("sacerdozio universale").
- Sufficienza delle Sacre Scritture: per comprendere le Sacre Scritture non occorre la mediazione di concili o di papi; ciò che è necessario e sufficiente è la grazia divina.
- Sacerdozio universale: per ricevere la grazia divina non occorre la mediazione di un clero istituzionalizzato. Il cristiano cerca di vivere assieme ai fratelli nel corpo mistico di Cristo, che è la Chiesa invisibile, attraverso l'attiva partecipazione nella chiesa visibile.
- Negazione dell'infallibilità papale e del ruolo del papa come successore di san Pietro e capo temporale.
- I sacramenti sono ridotti al battesimo e all'eucaristia, gli unici secondo Lutero a essere menzionati nel Vangelo come istituiti da Cristo stesso. Degli altri cinque sacramenti della Chiesa cattolica, Lutero ha opinioni differenti; alcuni, come la Confessione, sono mantenuti anche se senza l'intermediazione di un ministro, altri, ad esempio l'Estrema Unzione, sono relegati a pure superstizioni. Essi sono in ogni caso validi solo se c'è l'intenzione soggettiva del fedele, quindi perdono il loro valore oggettivo. Lutero inoltre ritiene che nel sacramento eucaristico, a differenza della dottrina cattolica che afferma che si manifesti la transustanziazione, cioè la reale conversione di tutta la sostanza del pane nella sostanza del corpo di Cristo, e di tutta la sostanza del vino nella sostanza del suo sangue, avvenga che il pane e il vino al tempo stesso mantengano la loro natura fisica e divengano anche sostanza del corpo e del sangue del Cristo[31]: questa dottrina viene denominata da Lutero Unione sacramentale (sakramentliche Einigkeit)[32], e in ambito perlopiù non luterano[33] è nota come consustanziazione.[34] I luterani e i protestanti in genere ammettono quindi anche il divorzio, non essendo il matrimonio celebrato come un sacramento. Il celibato ecclesiastico viene eliminato.

### La predica contro le indulgenze

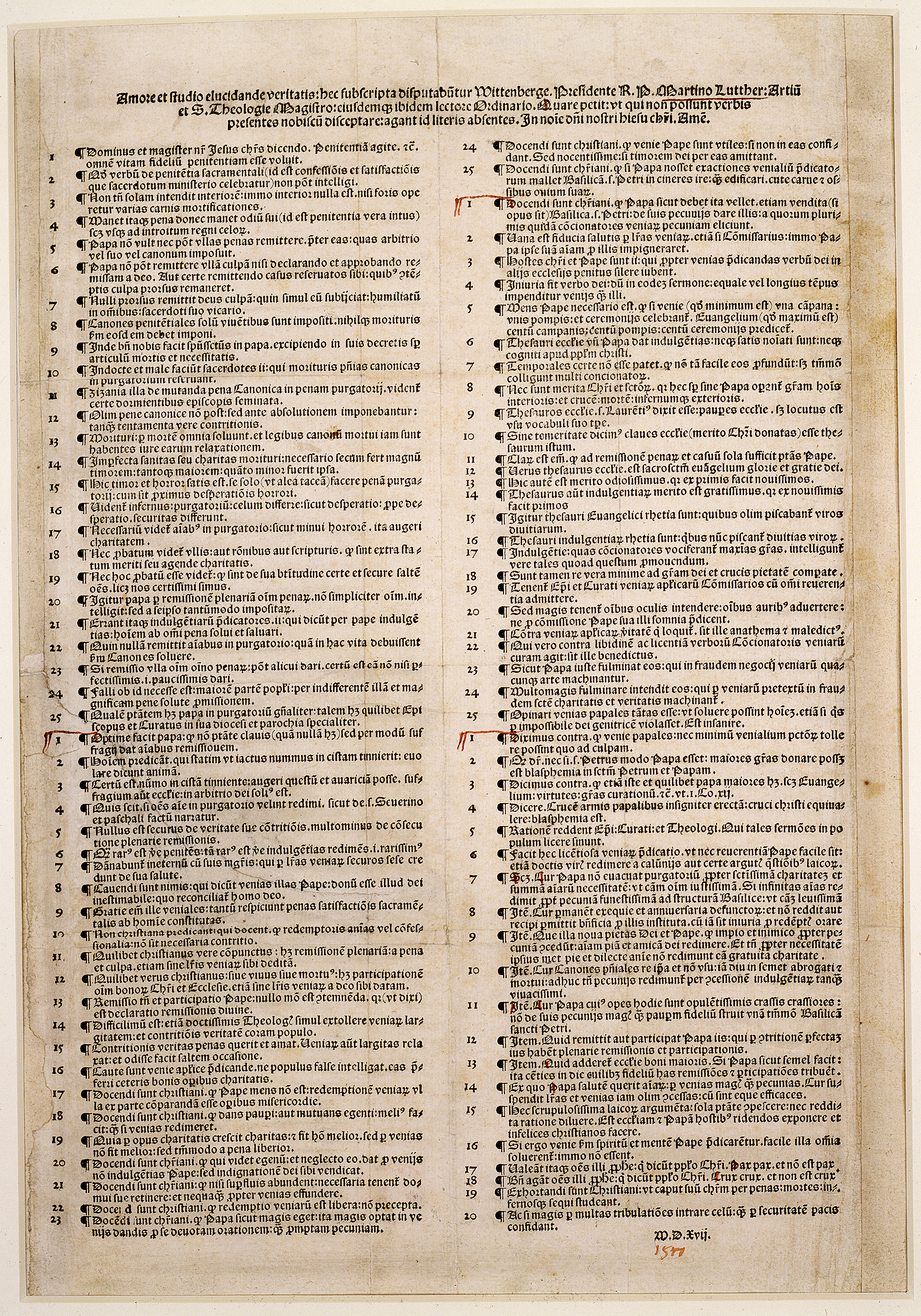
Stampa del 1517 delle 95 tesi, oggi conservata nella Biblioteca di Stato di Berlino

La dottrina luterana si rifaceva a un'interpretazione letterale del pensiero di San Paolo che mal si conciliava con la consuetudine ecclesiastica di concedere tramite la Chiesa, depositaria dei "tesori di Cristo", il perdono ai peccatori pentiti con la vendita dell'indulgenza che simboleggiava il sincero pentimento e le buone opere (in questi casi il denaro o la cessione di altri beni) da compiere per essere perdonati e ottenere una remissione delle pene. All'epoca si credeva generalmente che dopo la morte i peccatori venissero puniti con le sofferenze in Purgatorio, per un determinato periodo di tempo, a seconda della gravità del peccato. Tuttavia questa permanenza in Purgatorio poteva essere abbreviata anche grazie alle indulgenze concesse con l'autorizzazione del papa in cambio di denaro.

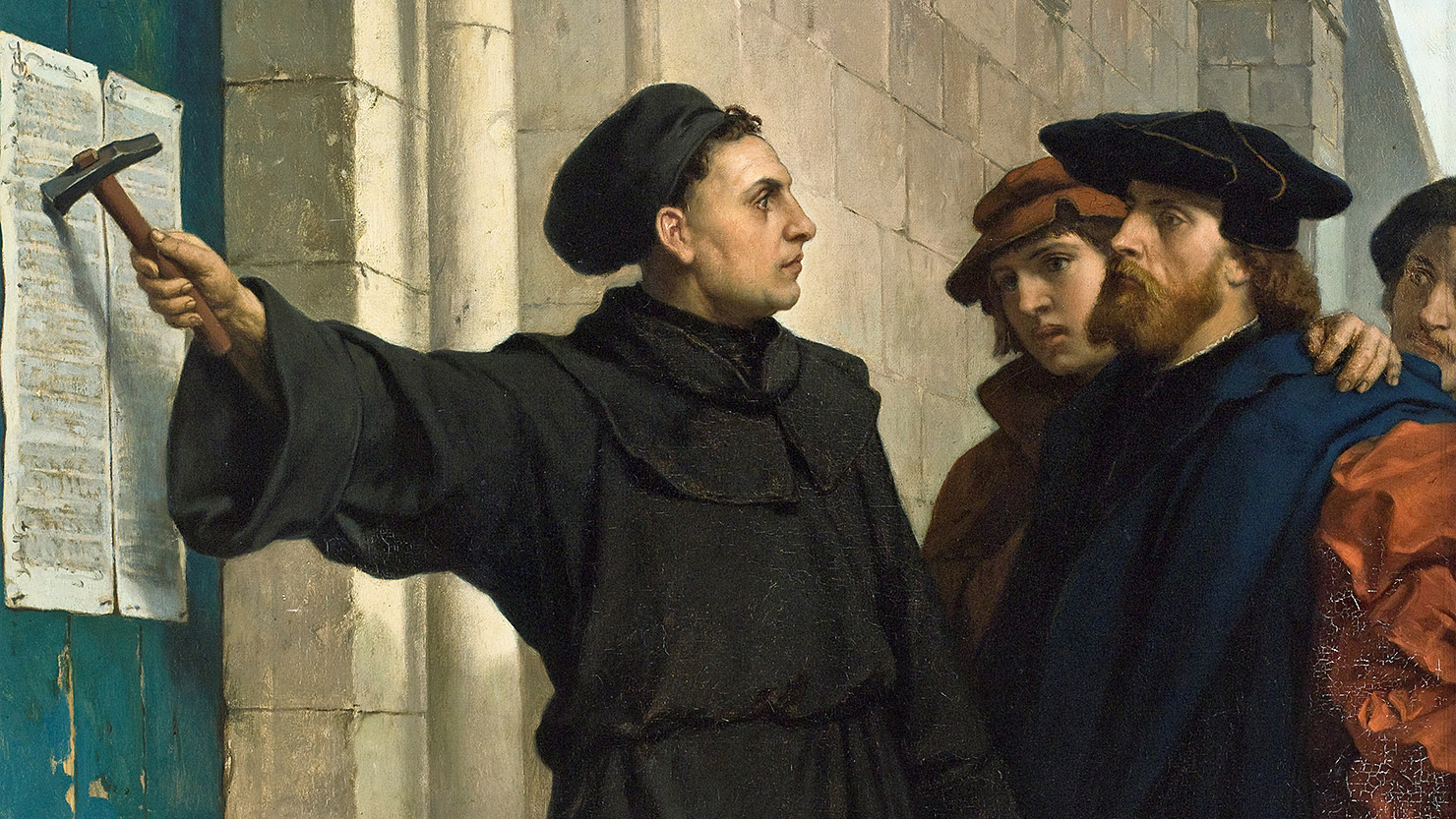
Lutero illustra le sue 95 tesi appena affisse

La predicazione contro la vendita delle indulgenze fu, quindi, il primo atto "riformatore" intrapreso da Lutero, giacché proprio a Wittenberg il principe Federico aveva impiantato tale pratica, avendo ottenuto da Roma il permesso di esercitarla una volta l'anno il giorno di Ognissanti. In tre occasioni, nell'anno 1516, Lutero parlò contro le indulgenze, affermando che il semplice pagamento non poteva garantire il reale pentimento dell'acquirente né che la confessione del peccato costituisse di per sé una sufficiente espiazione. La situazione degenerò nell'anno seguente (1517) quando un altro esempio di vendita delle indulgenze dalle amplissime ramificazioni richiamò l'attenzione di Lutero.
Tutta la questione era nata due anni prima con la bolla Sacrosancti Salvatoris et Redemptoris, emessa il 31 marzo 1515 da papa Leone X, con la quale questi nominava il principe Alberto di Brandeburgo commissario delle indulgenze per un tempo di otto anni. Scopo del principe era quello di ottenere la prestigiosa carica di arcivescovo di Magonza che effettivamente ottenne (nel 1516) dietro un pagamento di diecimila ducati finanziati dalla casa d'affari della famiglia Fugger. Con metà dei redditi generati dalla vendita delle indulgenze (inizialmente non prevista per la Germania nord-orientale), poi, Alberto avrebbe risarcito i suoi creditori, mentre l'altra metà avrebbe costituito un'ulteriore offerta alla Chiesa di Roma per l'edificazione di San Pietro.
Sempre nel 1516 Lutero iniziò le lezioni sull'Epistola ai Galati, e visitò le comunità dell'ordine agostiniano di Dresda, Neustadt, Orla, Erfurt, Gotha, Bad Langensalza e Nordhausen. Nel 1517 il principe Alberto di Brandeburgo, ora anche arcivescovo di Magonza, incaricò il frate domenicano Johann Tetzel di predicare le indulgenze nei suoi domini. Tale predicazione era accompagnata da stravaganti asserzioni, di cui Lutero ne cita una alla tesi nº 27: "come il soldino nella cassa risuona, ecco che un'anima il purgatorio abbandona".

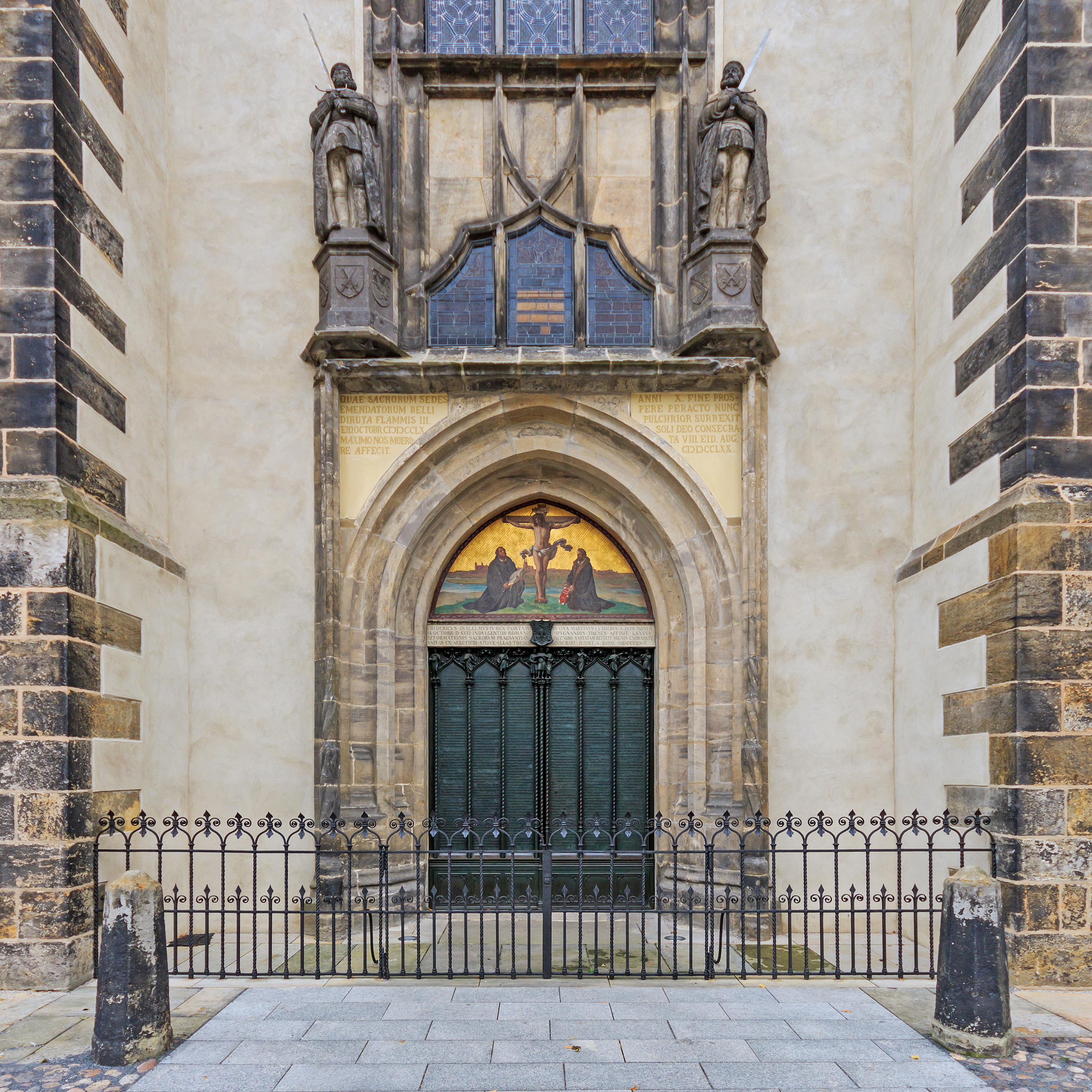
Il portale della cattedrale di Wittenberg, dove Lutero avrebbe affisso le sue tesi

Il principe Federico e il suo confinante, il duca Giorgio di Sassonia "il Barbuto", vietarono a Tetzel l'ingresso nelle loro terre, soprattutto per difendere i propri interessi dalla concorrenza del frate, dato che entrambi godevano dell'autorizzazione papale per la vendita delle indulgenze nei rispettivi territori. Tuttavia, quando il frate domenicano giunse a Jüterbog (Brandeburgo) nelle vicinanze di Wittenberg, i parrocchiani di Lutero si misero in viaggio per acquistarle. Di conseguenza, al momento della confessione, i fedeli presentavano la pergamena benedetta sostenendo che non dovevano più pentirsi dei loro peccati poiché il documento sanciva la remissione plenaria delle pene.
Lutero giudicò la predicazione di Tetzel assurda sotto ogni punto di vista e decise di contrastarla per iscritto. Vuole la tradizione che il 31 ottobre 1517 Lutero (o più probabilmente i suoi studenti, addirittura all'insaputa del maestro) abbia affisso sulla porta della chiesa di Wittenberg, com'era uso a quel tempo, 95 tesi in latino riguardanti il valore e l'efficacia delle indulgenze. Il testo era indirizzato, oltre che al suo ordinario, il vescovo del Brandeburgo Hieronymus Schulz, proprio all'arcivescovo Alberto, a cui Lutero intendeva mostrare il pessimo comportamento del suo incaricato Tetzel.
Lo scontro con le alte gerarchie ecclesiastiche fu inevitabile. La fama del monaco ribelle si diffuse in tutta la Sassonia elettorale: teologi, semplici religiosi, artigiani, studenti, il principe elettore e la sua corte. Due elementi, più di ogni altra cosa, contribuirono a questo rapido successo: l'interesse generale che suscitava questa disputa, giacché trattava tematiche molto vicine alle esigenze materiali e spirituali della popolazione; in secondo luogo la stampa a caratteri mobili, che consentì la stesura e la diffusione in migliaia di copie delle tesi luterane e dei successivi scritti.

### Il confronto con il papato

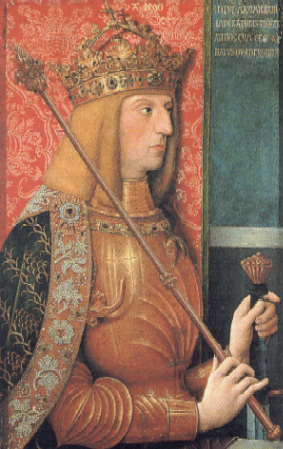
L'imperatore Massimiliano I

Nel gennaio del 1518 giunse a Roma l'annuncio della discussione proposta da Lutero con le sue tesi. Papa Leone X ordinò la trasmissione dell'incartamento al generale vicario dell'ordine degli agostiniani con l'annotazione di tenere tranquillo Lutero. All'inizio la curia romana pensava si trattasse di una delle solite dispute fratesche e non attribuì eccessiva importanza alla contestazione di Lutero.

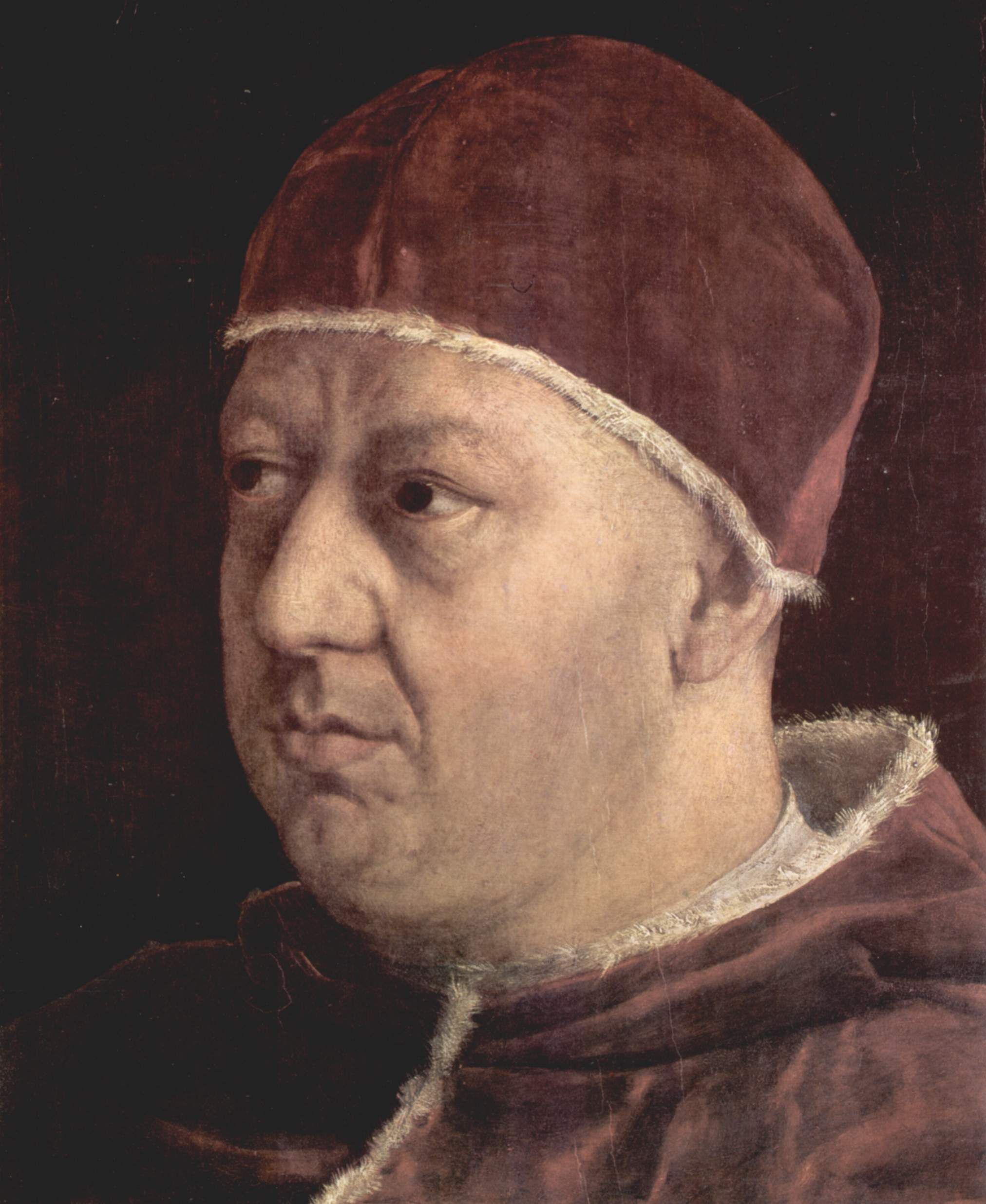
Papa Leone X

Johann Tetzel attaccò duramente il Sermone sull'indulgenza e la grazia scritto in tedesco dal teologo di Wittenberg, ma il sermone ebbe subito un notevole successo con ben ventuno ristampe prima del 1520. Il popolo prestò ascolto alla nuova teologia scritta in lingua volgare che si diffuse con rapidità sorprendente.
Nell'aprile del 1518 Lutero fu invitato a comparire davanti al capitolo dell'ordine agostiniano a Heidelberg, dove triennalmente si riuniva, ma la cosa si risolse in un nulla di fatto, giacché la rivalità con i domenicani, sostenitori del loro confratello Tetzel, non invogliò i superiori di Lutero a ridurlo in silenzio. E nella disputa di Heidelberg del 26 aprile egli passava a illustrare in 40 tesi le sue teorie: la "teologia della croce". Contemporaneamente egli dava alle stampe le Risoluzioni riguardo alle 95 tesi, un testo in cui le affermazioni del 1517 venivano ridiscusse in modo più articolato attraverso citazioni e riferimenti alla Sacra Scrittura.
Le Risoluzioni furono inviate a Roma per essere esaminate da papa Leone X, il quale questa volta autorizzò l'apertura di un processo nei confronti del monaco ribelle.
Lutero ebbe sessanta giorni di tempo per presentarsi a Roma e contestare l'accusa di aver diffuso idee erronee. Tuttavia, la paura fondata di essere arrestato e condannato senza alcuna possibilità di spiegare le proprie ragioni, spinse Lutero a rivolgersi al principe Federico per ottenere garanzie e protezione. Fu quindi deciso di spostare il processo in Germania, ad Augusta, dove in quel periodo si sarebbe tenuta la dieta omonima. Lutero sarebbe stato ricevuto dal legato pontificio il cardinale Tommaso De Vio detto il "Caetano". Onde tutelare l'incolumità di Lutero, il principe Federico ottenne un salvacondotto dal futuro imperatore Carlo V che ne garantiva l'intoccabilità fino al ritorno a Wittenberg. Il colloquio si svolse a metà ottobre.
Il cardinal Caetano cercò di ottenere da Lutero una pubblica e completa ritrattazione, ma poiché quest'ultimo non si considerava un eretico, rifiutò la richiesta del legato invocando inizialmente la protezione del Papa contro i calunniatori e i nemici. Va detto, infatti, che fino a quel momento Lutero non aveva mai auspicato una frattura del mondo cristiano e tutti gli scritti di quel periodo dimostrano un chiaro intento di riformare dall'interno la dottrina della Chiesa, che ai suoi occhi aveva smarrito la missione assegnatale da Cristo. Non deve quindi stupire il suo appello al Papa, come non deve stupire il fatto che tale appello venne rifiutato e le tesi di Lutero respinte dal Caetano. Poi, incalzato abilmente da quest'ultimo, Lutero si spinse fino a negare la supremazia del Papa: "non solo un concilio è superiore al papa, ma lo è qualunque credente che sia fornito di maggiore autorità e ragione". Lutero si sentiva forte del sostegno popolare e della protezione dell'elettore Federico III di Sassonia, ed evitò un arresto imminente fuggendo di notte.

### Leone X e Federico il Saggio

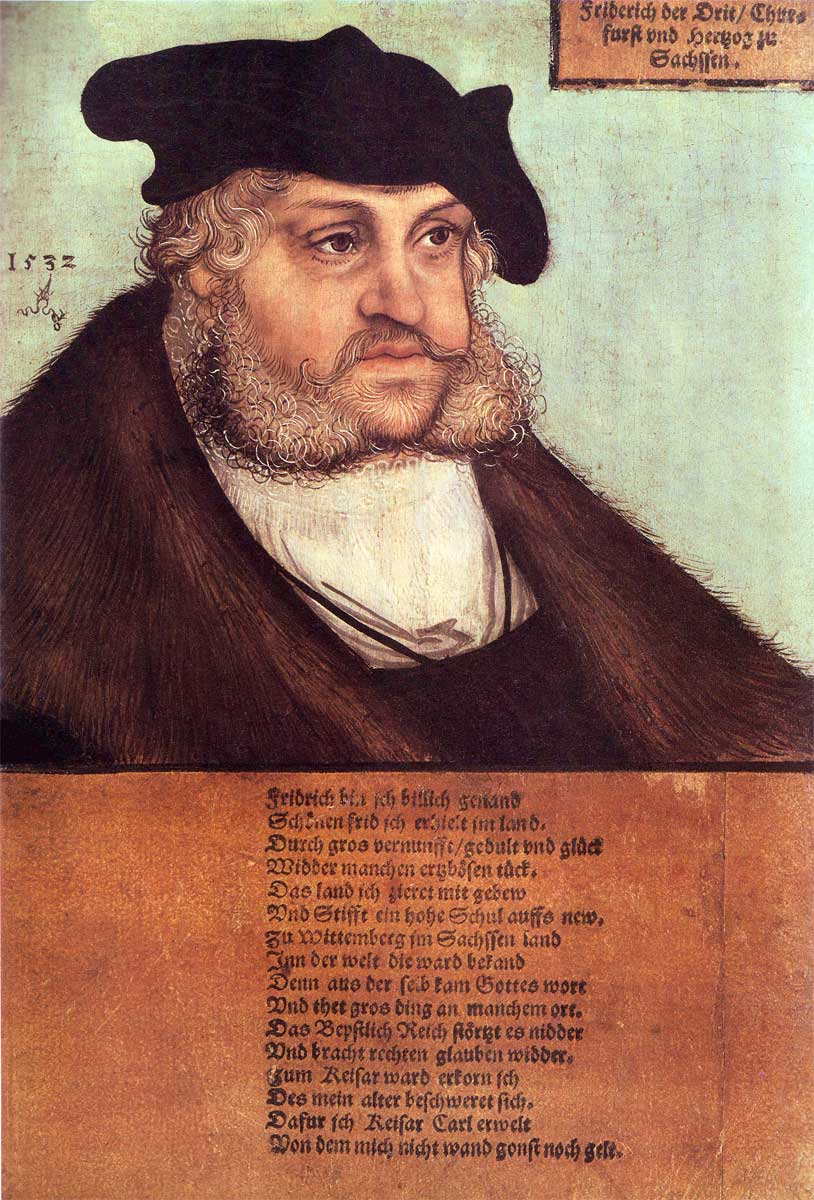
Federico il Saggio, di Lucas Cranach il Vecchio (1532)

Nel gennaio del 1519, alcuni mesi dopo il ritorno di Lutero a Wittenberg, si verificò un importante fatto politico, che avrebbe concesso al monaco ribelle un breve periodo di tranquillità: la morte dell'imperatore Massimiliano.
Per molti anni l'imperatore era stato un buon alleato della Chiesa di Roma e il suo improvviso decesso costrinse Leone X a cercare un candidato da appoggiare alla dieta dei grandi elettori dell'impero. La scelta non era semplice giacché si erano candidati il re di Francia Francesco I e il re di Spagna Carlo d'Asburgo (futuro vincitore di questa contesa che salirà al trono col nome di Carlo V), e chiunque fosse stato il vincitore, per la Chiesa ciò avrebbe significato un enorme rischio (come poi effettivamente sarà) per i propri domini in Italia e quindi per l'autonomia del papato.
La scelta più conveniente era dunque quella di sostenere un candidato tedesco e Leone X propose Federico il Saggio, il quale temporeggiò per un breve periodo fino a rifiutare la candidatura offertagli, costringendo il papa ad accettare l'elezione di Carlo - preferito agli altri candidati anche per l'oro dei Fugger che convinse i principi elettori - che avvenne il 28 giugno 1519 a Francoforte. Tuttavia il nuovo imperatore non poté essere consacrato prima dell'autunno del 1520, nel mentre Federico di Sassonia, come ex aspirante al titolo imperiale, restava la figura di maggior prestigio in Germania. In conseguenza di questi eventi la Chiesa non procedette contro Lutero per un altro anno e mezzo.

### Il confronto con gli intellettuali

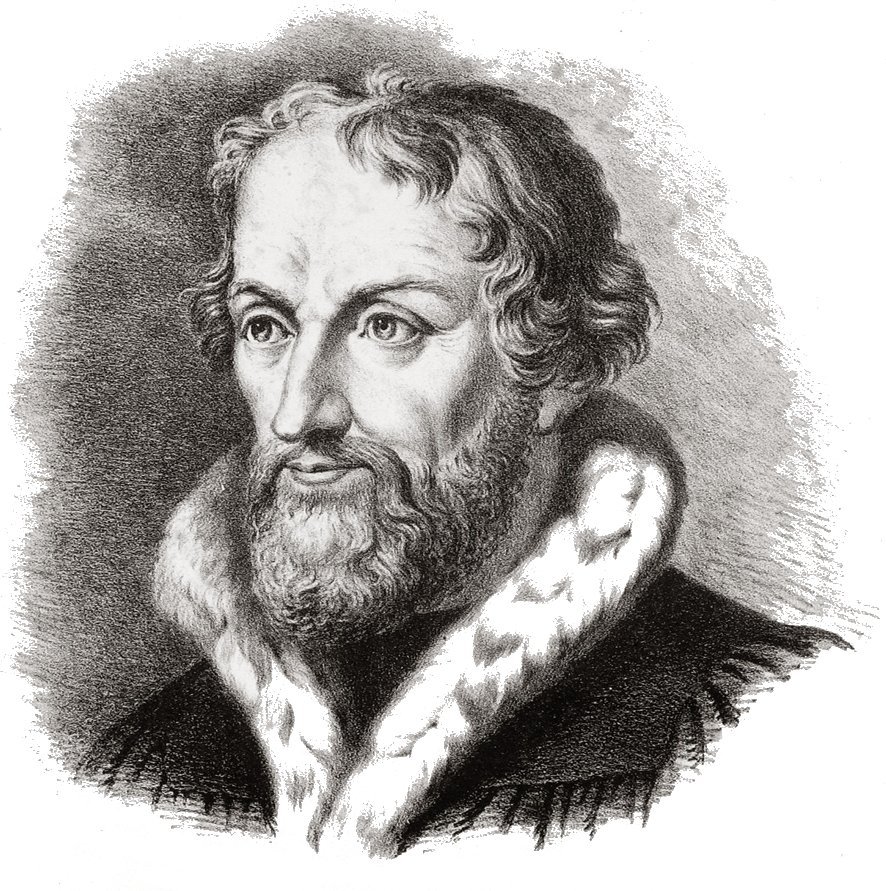
Filippo Melantone

In questo periodo di relativa calma Lutero radicalizzò sempre più le proprie opinioni, sostenendo che l'unica fonte di verità fosse la Sacra Scrittura, e non i papi o i concili (che, a suo dire, si erano contraddetti nel corso dei secoli). Contemporaneamente la sua fama continuò a crescere e ad attirare molti curiosi a Wittenberg; tra questi spiccava la figura di Filippo Melantone, che a soli ventuno anni era già uno studioso affermato della lingua greca. Diversamente da Lutero, che era stato un monaco agostiniano e aveva ricevuto l'ordine sacro, Melantone era un laico. Differente da Lutero anche come carattere, Melantone era un umanista di indole pacifica, alla ricerca di soluzioni equilibrate ai problemi che sconvolgevano la vita religiosa europea del tempo.
Di opinioni del tutto contrarie era invece un altro intellettuale che aderì al movimento riformatore: Andrea Carlostadio. Più anziano di Lutero (fu lui a conferirgli il dottorato) era aperto sostenitore della ribellione armata contro la nobiltà e il clero tedeschi, cosa che infine causerà la rottura tra i due e l'allontanamento forzato di Carlostadio dalla Sassonia elettorale. Le tensioni tra gli intellettuali favorevoli o contrari alle tesi luterane erano giunte a un punto tale che pochi avrebbero potuto sottrarsi al nascente dibattito e non certamente l'umanista Erasmo da Rotterdam che era proprio al culmine della propria fama letteraria. Il doversi per forza schierare e la partigianeria erano contrarie sia al suo carattere sia ai suoi costumi.

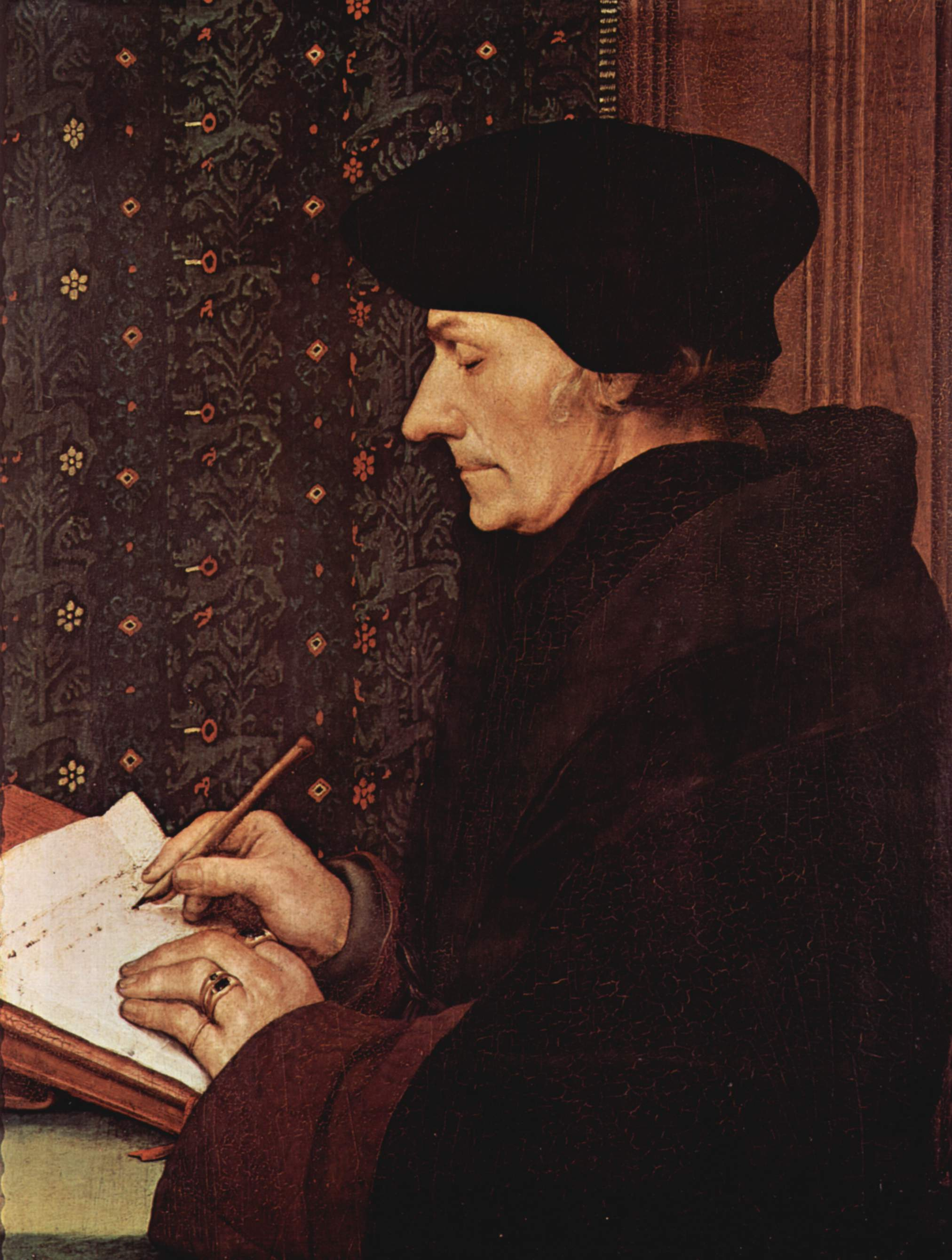
Erasmus dipinto da Hans Holbein il Giovane

Nelle sue critiche al clero e ai presunti abusi di alcuni membri della Chiesa egli aveva sempre protestato di non volere attaccare la Chiesa come istituzione e di non essere mosso da inimicizia nei confronti del clero. Erasmo condivideva, in effetti, molti punti della critica luterana alla Chiesa cattolica. Egli aveva il massimo rispetto per Martin Lutero e, a sua volta, il riformatore manifestò sempre ammirazione per la superiore cultura di Erasmo. Lutero sperava di potere collaborare con Erasmo in un'opera che gli sembrava la continuazione della propria.
Erasmo, invece, declinò l'invito a impegnarsi, affermando che se egli avesse accettato, avrebbe messo in pericolo la propria posizione di guida di un movimento puramente intellettuale, che egli riteneva essere lo scopo della propria vita. Soltanto da una posizione neutrale, riteneva Erasmo, si poteva influenzare la riforma della religione. Erasmo rifiutò dunque di cambiare confessione, ritenendo che vi fossero possibilità di una riforma anche nell'ambito delle strutture esistenti della Chiesa cattolica.
A Lutero tale scelta parve un mero rifiuto ad assumersi le proprie responsabilità, motivato da mancanza di fermezza o, peggio, da codardia. Nonostante la parziale tranquillità di cui godeva in quel momento il gruppo riformatore, il papato non abbandonò completamente la questione. Verso la fine del 1518 (quindi già prima della morte dell'imperatore Massimiliano) fu inviato a Wittenberg il giovane nobile sassone Karl von Miltitz, parente del principe Federico, con l'incarico di convincere Lutero a rinunciare alla polemica pubblica, in cambio del silenzio degli avversari di Lutero in Germania, garantito dal papato.
Il monaco riformatore accettò e promise di pubblicare uno scritto per invitare tutti a rimanere obbedienti e sottomessi alla Chiesa cattolica; questo testo fu intitolato Istruzione su alcune dottrine (1519). A fare le spese di questo accordo fu il predicatore domenicano Tetzel, accusato da von Miltitz di condurre una vita dispendiosa e di avere due figli illegittimi: fu costretto a ritirarsi permanentemente in convento, dove morì di crepacuore poco tempo dopo. La tregua formale non durò che qualche mese giacché le altre università cattoliche della Germania continuarono ad attaccare l'opera di Lutero e dei suoi seguaci, i quali replicavano per iscritto o partecipando a dispute teologiche in luoghi prestabiliti.
Il più noto di questi confronti accademici fu quello svoltosi a Lipsia nel febbraio del 1519 tra Lutero, Carlostadio e un professore proveniente da Ingolstadt, Johann Eck. L'importanza di questo dibattito risiede nell'ammissione che compì Lutero di condividere alcuni punti della dottrina hussita. Ciò gli valse la condanna da parte del papa, giacché cento anni prima il Concilio di Costanza aveva giudicato le proposizioni hussite come eretiche. Tornato a Wittenberg, Lutero si rese conto del pericolo che stava correndo e cercò di spiegare meglio la sua posizione con un opuscolo, le Resolutiones Lutherianae super propositionibus suis Lipsiae disputatis, ma non sortì alcun effetto.

### I principi contro l'Impero
Nel gennaio del 1520 si riunì a Roma il primo concistoro contro Lutero, e il 15 giugno fu emanata la bolla Exsurge Domine che intimava a Lutero di ritrattare ufficialmente le sue posizioni o di comparire a Roma per fare altrettanto, pena la scomunica. 

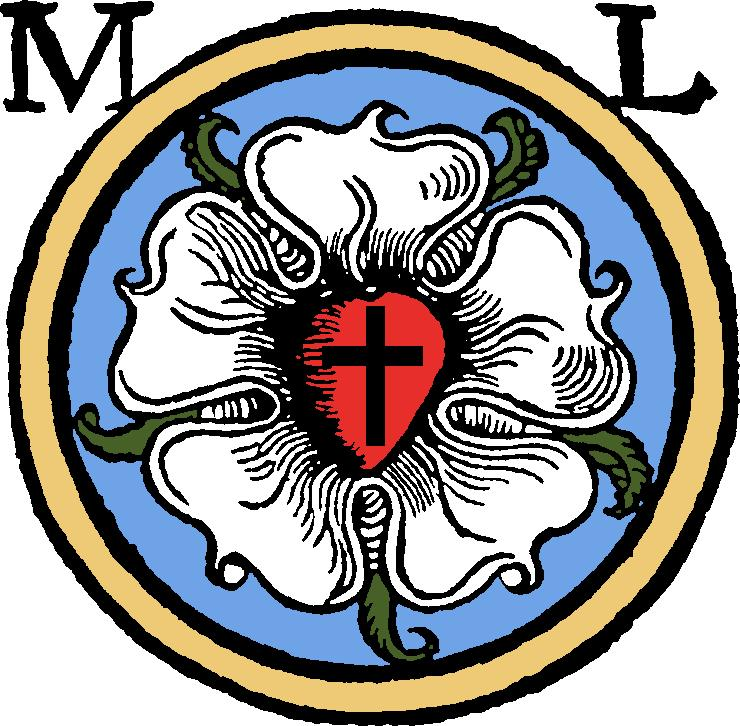
Rosa di Lutero con monogramma. La Rosa è divenuta il simbolo della fede luterana.

Nell'agosto dello stesso anno Lutero replicò pubblicando la lunga lettera An den christlichen Adel deutscher Nation von des christlichen Standes Besserung (Alla nobiltà cristiana della nazione tedesca: del miglioramento dello Stato cristiano), con la quale invitò i nobili, i capi, i tutori della Germania alla lotta contro la Chiesa di Roma contestando l'infallibilità del papa (che all'epoca non era ancora un dogma di fede ma una tradizione ben consolidata), il monachesimo e il celibato sacerdotale, e in cui nuovamente stigmatizza i mali di Roma e confessa di aver voluto «assalire violentissimamente il papa, come l'Anticristo».

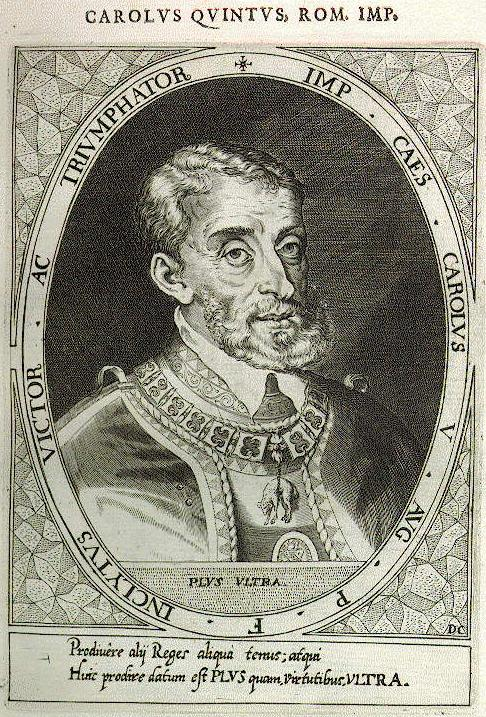
L'imperatore Carlo V

A questo scritto seguì, in ottobre, il trattato teologico De captivitate babylonica ecclesiae praeludium (Preludio alla cattività babilonese della chiesa), nel quale Lutero passa in rassegna i sette sacramenti, accettandone soltanto tre: battesimo, eucaristia e penitenza (ossia la confessione), ma tutti, soprattutto l'ultimo, in forma molto relativizzata (vedi luteranesimo). Ancora nel 1520 Lutero pubblicò un trattato destinato ad avere grande importanza nel pensiero politico dei secoli a venire: Von Freiheit eines Christenmenschen (Della libertà del cristiano), in cui egli stabilisce una ferma scissione tra la vita spirituale, completamente libera, e quella corporale, soggetta all'amore per il prossimo e quindi vincolata.
La situazione era ormai irreversibile, in molte città della Germania i testi di Lutero venivano arsi nelle piazze, mentre in altre aree dell'Impero si alimentavano focolai di rivolta. A questi fatti si aggiungevano i nuovi propositi di alcuni principi tedeschi i quali, accogliendo le teorie riformatrici di Lutero, non erano disposti a vedere condannata e dispersa la sua opera; tra essi vi era anche Federico il Saggio. Nel novembre 1520 il nuovo imperatore Carlo V d'Asburgo, cattolico ma geloso delle prerogative, pretese dall'elettore di Sassonia che Lutero comparisse dinanzi alla Dieta imperiale di Worms per cercare di dirimere la questione. 

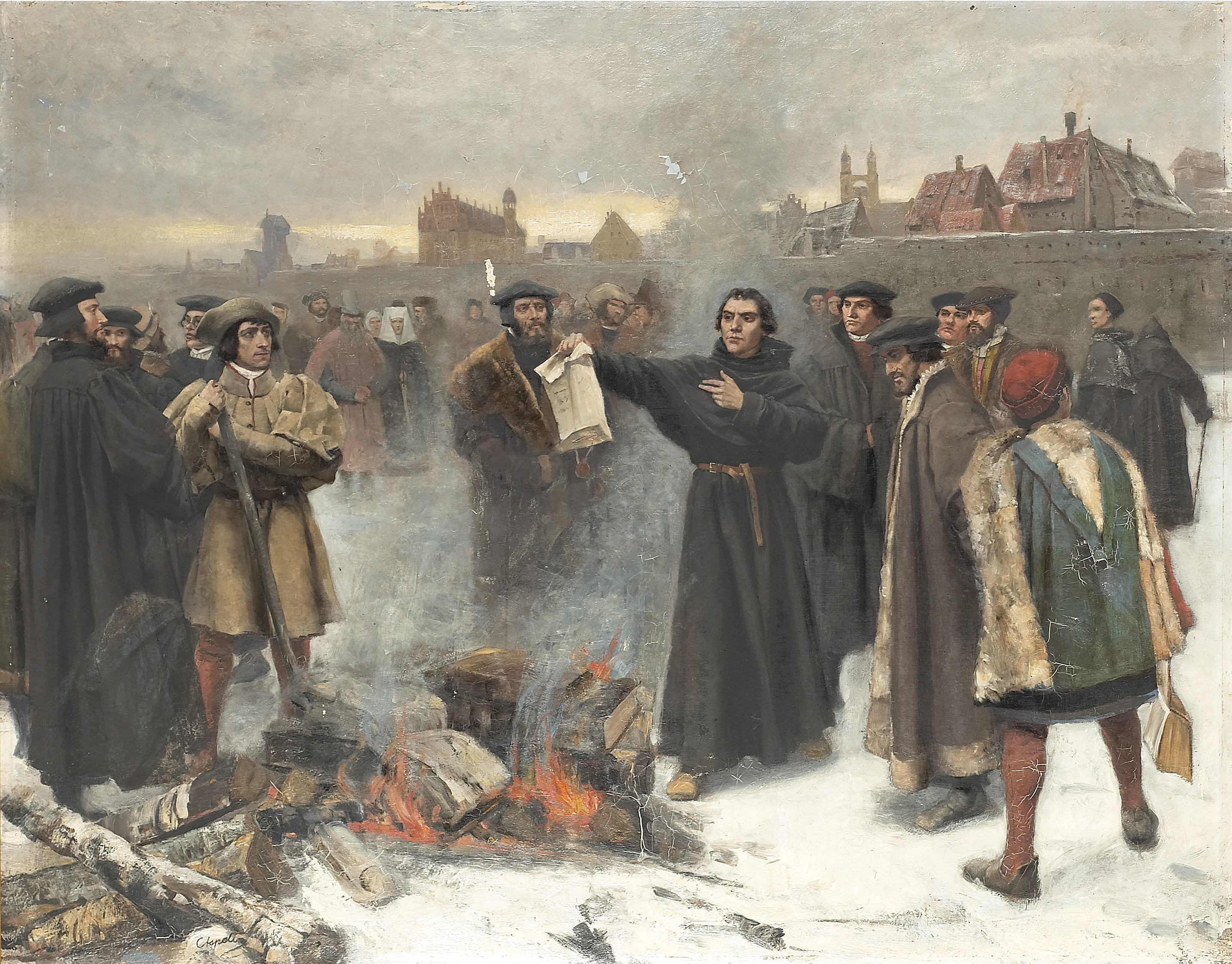
Lutero brucia la bolla papale (Karl Aspelin)

Il 10 dicembre dello stesso anno Lutero fece bruciare nella piazza di Wittenberg i testi del diritto canonico, la bolla papale e alcuni scritti, tra i quali la Summa Theologiae di Tommaso d'Aquino e la Summa Angelica di Angelo da Chivasso, ai quali facevano riferimento i suoi avversari.

### La scomunica e la rottura con Roma

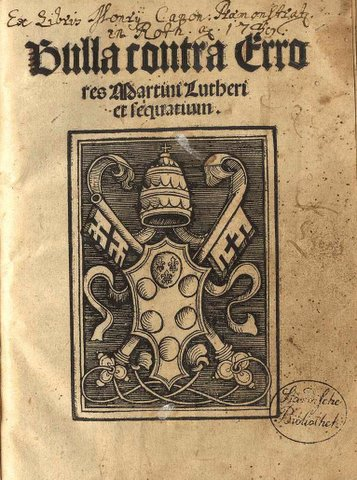
Frontespizio della prima edizione a stampa della bolla Exsurge Domine

Il 3 gennaio 1521 con la bolla Decet Romanum Pontificem, Leone X scomunicava Martin Lutero con l'accusa di eresia hussita. Lutero aveva già spregiativamente bruciato in pubblico la bolla papale Exsurge Domine (15 giugno 1520) con la quale era stato minacciato di scomunica se non avesse desistito dal proprio intento (in suo pravo et damnato proposito obstinatum).

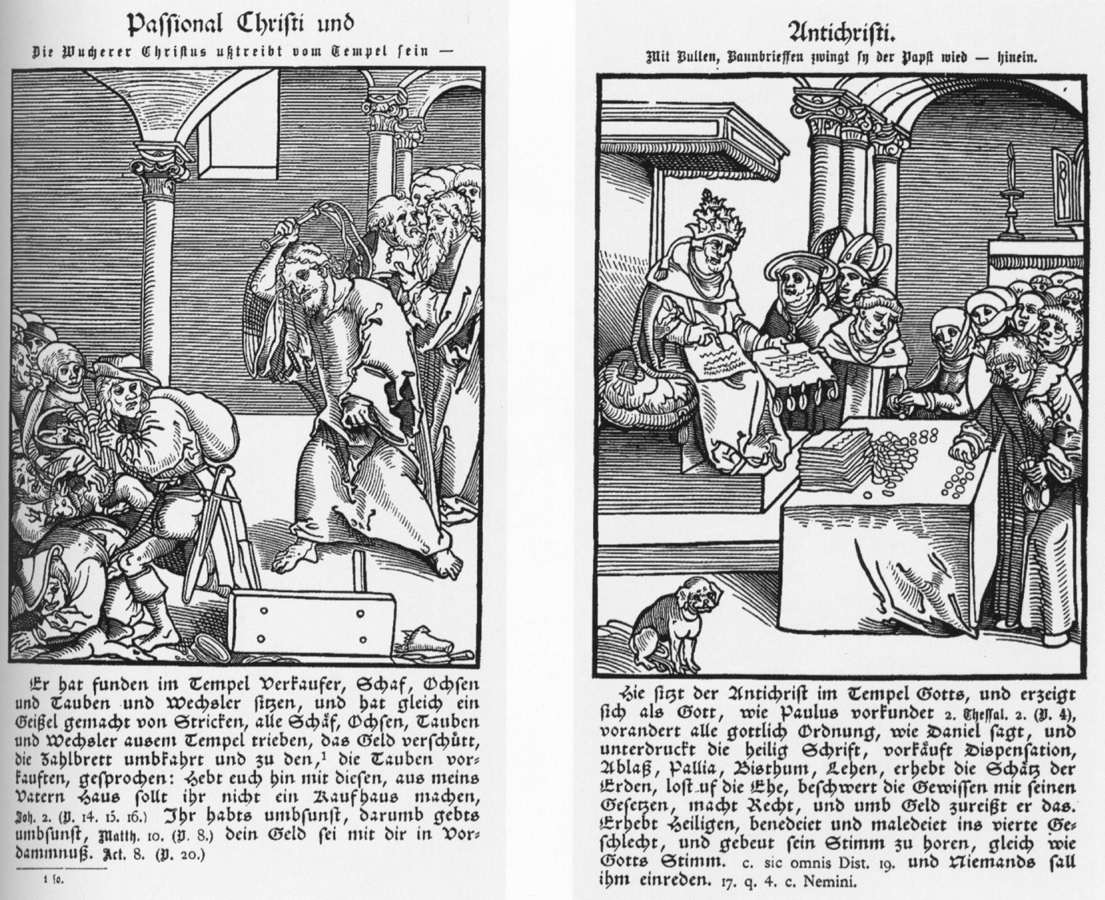
Incisione della dodicesima antitesi del Passional Christi und Antichristi

Quasi in risposta alla scomunica papale e in polemica con il libello l'Anticristo (1521) del domenicano Ambrogio Catarino Politi, nello stesso anno 1521 Lutero pubblicava, con la collaborazione di Filippo Melantone e di Lucas Cranach il Vecchio per la parte grafica, il Passional Christi und Antichristi dove veniva rappresentata per immagini con didascalie l'antitesi tra Cristo e il papa nelle vesti dell'Anticristo. Il Passional ebbe un successo enorme in un mondo a maggioranza analfabeta grazie all'efficacia delle immagini, che riuscirono a semplificare e rendere accessibili a tutti le istanze del riformatore diffondendole ampiamente grazie alla stampa.
Fatto del tutto eccezionale era che alla scomunica non seguisse l'intervento del braccio secolare per eseguire la condanna dell'eretico ma Carlo V, all'atto dell'elezione imperiale, aveva promesso che nessun suddito sarebbe stato condannato senza prima esser sottoposto a processo e il principe Federico il Saggio aveva ottenuto dall'imperatore la promessa che a Lutero, una volta giunto a Worms, non sarebbe stato fatto alcun male e che gli si sarebbe stato consentito di esporre le sue ragioni.
Il 16 aprile del 1521 Lutero giunse alla dieta salutato festosamente dalla popolazione. Nel corso dei successivi due giorni il monaco riformatore spiegò i contenuti dei suoi scritti all'assemblea composta dall'imperatore e dai principi, compresi alcuni delegati papali. Cio nonostante gli fu imposto di abiurare, ma Lutero rifiutò e Carlo V lo condannò come nemico della cristianità tedesca ed eretico. Lutero spiegò che, sulla base del principio di sola scriptura, si rifiutava di ritrattare le proprie tesi a meno che qualcuno non avesse potuto confutarle in base a quanto espresso esclusivamente nelle Sacre Scritture.

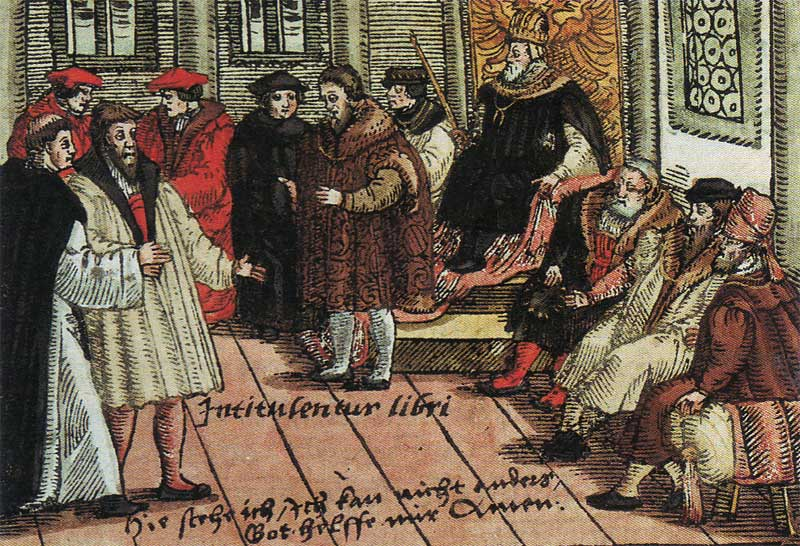
Martin Lutero a Worms

Il giorno dopo la Dieta venne informata delle decisioni dell'Imperatore: egli si dichiarava disposto a rispettare il salvacondotto che aveva concesso a Lutero e quindi gli concedeva d'allontanarsi; nel contempo però affermava di essere deciso ad «agire contro di lui come contro un eretico notorio» e chiedeva agli ordini che tenessero fede alla promessa che gli era stata fatta, cioè che avrebbero collaborato alla cattura del monaco qualora si fosse rifiutato di ritrattare.
Il salvacondotto imperiale che il principe Federico aveva ottenuto per il suo protetto impedì l'immediato arresto di Lutero a Worms. Per salvarlo dalla condanna che ormai era stata emessa, il principe organizzò un falso rapimento di Lutero allo scopo di tenerlo nascosto nel castello di Wartburg, a Eisenach, dove rimase per dieci mesi, nel corso dei quali si dedicò alla sua più importante opera: la traduzione tedesca del Nuovo Testamento, partendo dal testo greco redatto pochi anni prima da Erasmo da Rotterdam. Pubblicata anonima nel settembre 1522, divenne nota come il "Nuovo Testamento di Settembre". Costava un fiorino e mezzo, pari al salario di un anno di una domestica. In dodici mesi se ne stamparono 6 000 copie in due edizioni e almeno altre 69 edizioni seguirono nei successivi 12 anni.
Con Lutero assente, la responsabilità di portare avanti il movimento riformatore ricadde su Melantone e Carlostadio mentre sia a Wittenberg sia in altri luoghi della Germania iniziarono a scoppiare disordini e si riscontravano comportamenti contrari alla dottrina cattolica da parte dei sacerdoti. L'8 maggio 1521 Carlo V proclamò l'editto di Worms, con il quale le tesi luterane venivano ufficialmente condannate e perseguite in tutti i territori dell'impero. Lutero era considerato un fuorilegge e un nemico pubblico, chiunque poteva ucciderlo impunemente, sicuro dell'approvazione delle autorità. La situazione di Lutero si fece estremamente pericolosa e c'era chi temeva, e chi sperava, che l'intera vicenda si concludesse, come tante altre volte in passato, col rogo. Il 1º dicembre 1521 era intanto morto papa Leone X. Nel marzo 1522 Lutero rientrò a Wittenberg.

### Le rivolte dei cavalieri e dei contadini

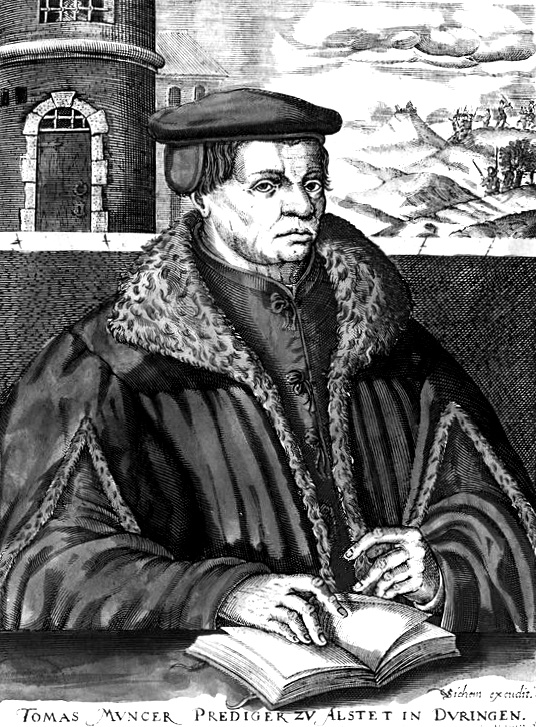
Thomas Müntzer

Il 1522 e i seguenti anni furono particolarmente sanguinari: impressero al movimento riformatore una svolta in senso rivoluzionario, seguita poi da una tendenza reazionaria. In questa fase si colloca la figura di Thomas Müntzer (o Muentzer), un teologo allievo di Lutero che aveva aderito alle tesi riformatrici, protagonista di un aperto scontro col maestro. Il contrasto in questione lo portò ad abbandonare la causa moderata, per mettersi alla testa di una delle numerose bande armate che si stavano costituendo. Esse avevano l'intento di affermare (con la forza) un nuovo ordine cristiano, proto-comunista, basato sull'eguaglianza di tutti gli uomini. Lutero, borghese e ora vicino ai nobili protettori della Riforma, era molto contrariato; sostenne sempre la versione paolina del cristiano libero dentro ma buon suddito fuori, secondo il detto evangelico "date a Cesare quello che è di Cesare e a Dio quello che è di Dio".
In questo contesto si colloca anche la Rivolta dei cavalieri (Ritterkrieg). Esponenti della nobiltà di spada guidati da Franz von Sickingen (Cavaliere del Sacro Romano Impero e uomo d'arme) e Ulrich von Hutten (eclettico personaggio appartenente a una famiglia della piccola nobiltà, avviato alla carriera ecclesiastica che aveva abbandonato divenendo umanista e seguace di Lutero) attaccarono le terre dell'elettorato di Treviri. Le motivazioni dalle quali scaturì tale offensiva erano eterogenee e comprendevano ragioni di tipo ideale quanto pratico. Le più importanti tra queste erano riconducibili alla perdita di prestigio sociale, parallelamente alla diminuzione del peso politico ed economico. La classe dei cavalieri vide le proprie prerogative e fonti di reddito già ridotte a causa dell'avvento degli eserciti moderni, composti in prevalenza da mercenari, ulteriormente erose dalle decisioni della Dieta di Worms, che aveva bandito le guerre private, una delle principali fonti di reddito di tale classe sociale. Tra le proposte elaborate dai leader della rivolta troviamo l'abolizione dei principati indipendenti, l'unificazione delle terre di lingua tedesca, la secolarizzazione dei principati e delle proprietà ecclesiastiche e infine la creazione di un regime a guida monarchica ma che prevedesse la partecipazione su base paritaria di tutti gli esponenti dell'aristocrazia. I cavalieri si battevano anche per partecipare all'espropriazione delle terre della Chiesa di Roma, e ottenere un feudo (da cui, in quanto figli cadetti erano rimasti esclusi). La situazione rimase tale per alcuni anni, durante i quali la riforma protestante andò diffondendosi oltre i territori dell'impero. In questo periodo Lutero continuava la sua opera teologica, pubblicando nuovi scritti. I suoi lavori, in conformità con le teorie agostiniane da lui mai rinnegate, invocavano la pace e la separazione delle faccende temporali da quelle spirituali. Hutten e Sickingen, vicini alle idee di Lutero, diedero alla rivolta ulteriori connotazioni di rivolta contro le gerarchie ecclesiastiche. I cavalieri attaccarono con un pretesto l'arcivescovo di Treviri Richard von Greiffenklau zu Vollrads, ponendolo sotto assedio. Non riuscendo a penetrare le difese della città e non avendo ottenuto il supporto sperato dalla popolazione, i leader della rivolta si ritirarono dopo una settimana, accampandosi a Ebernberg. Nel frattempo Sickingen veniva colpito da un bando imperiale dichiarato dal consiglio imperiale di reggenza. Rinforzato dall'arrivo di truppe fresche guidate da Filippo I d'Assia e Ludovico V del Palatinato l'arcivescovo di Trier passò all'offensiva, ponendo Sickingen sotto assedio nel suo castello di Landstuhl, dove questi si era ritirato. Hutten era invece fuggito a Zurigo sotto la protezione di Huldrych Zwingli (sarebbe morto pochi mesi dopo di sifilide in un monastero). Il 6 maggio del 1523 Sickingen si arrese ai tre principi dell'impero, morendo il giorno successivo a causa di ferite ricevute nel corso dell'assedio.

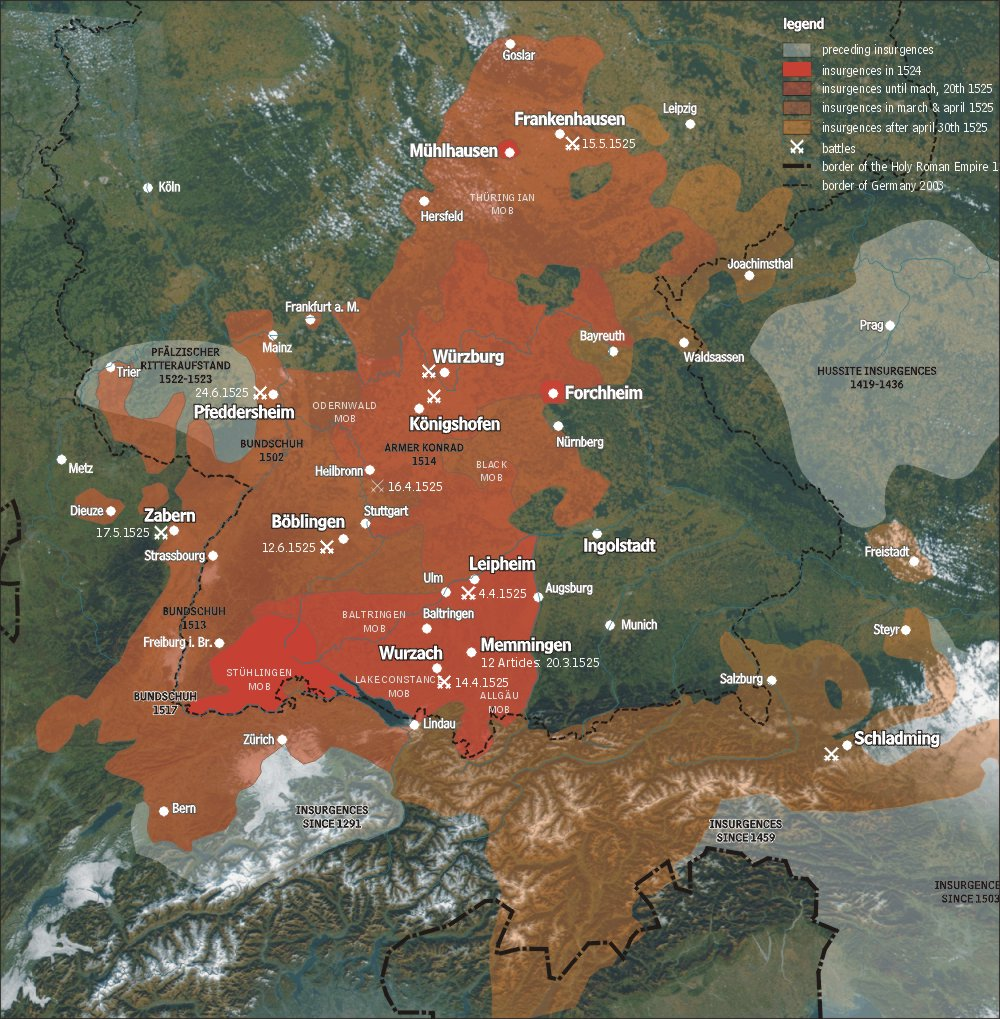
Zone della rivolta

Benché temporalmente vicina alla rivolta dei contadini e caratterizzata da alcuni elementi comuni, la rivolta dei cavalieri rimase un fenomeno fondamentalmente distinto, i cui obiettivi erano di natura conservatrice e tesi alla preservazione dell'ordine feudale minacciato dall'emergere di nuove dinamiche sociali ed economiche.
Degno di menzione è il fatto che sebbene i leader della rivolta dei cavalieri avessero avuto un atteggiamento simpatetico nei confronti della riforma luterana, la reazione di Lutero a tale episodio fu di assoluta condanna, espressa nel suo trattato "Sull'autorità secolare" del 1523. In tale scritto, che riprendeva ed elaborava elementi del suo precedente Alla nobiltà cristiana della nazione tedesca, Lutero esortava alla pace e all'obbedienza alle autorità secolari.
Nel frattempo, nel maggio del 1524 le episodiche insurrezioni contadine divennero una vera e propria ribellione, che si diffuse in tutta la Germania meridionale e centrale. Questi moti vennero poi indicati con l'appellativo di guerra dei contadini tedeschi. Secondo la narrativa luterana gli svevi avevano accolto il messaggio religioso luterano come un proclama politico di uguaglianza e liberazione.
Nei loro "Dodici articoli", manifesto del loro movimento di ribellione, essi chiedevano una fiscalità meno oppressiva, l'abolizione del privilegio che permetteva ai nobili di attraversare i campi (seminati o pronti al raccolto) per inseguire la selvaggina, e la restituzione delle terre destinate agli usi comuni dei loro villaggi (che i principi avevano invece inglobate nei possessi espropriati alla Chiesa romana).
Nell'aprile del 1525 Lutero pubblicò l'Esortazione alla pace a proposito dei dodici articoli dei contadini di Svevia. In questo scritto, con cui dimostrava di aver scelto ormai definitivamente l'alleanza coi signori feudali, egli prendeva le distanze da quel movimento, esortando i principi tedeschi alla soppressione delle "bande brigantesche e assassine dei contadini", che «disobbedendo all'autorità costituita, si macchiano di tali peccati da meritare di essere uccisi come cani rabbiosi.»
Fu un gesto importante e dalle terribili conseguenze (le fonti dell'epoca parlano di 100000 morti); con esso Lutero aveva garantito la sopravvivenza della Riforma, ponendola al riparo dalle posizioni estremiste e garantendole la protezione di un buon numero di prìncipi tedeschi. Hanns Lilje, vescovo luterano di Hannover, osservò che questa risposta costò a Lutero «la perdita della straordinaria popolarità di cui aveva goduto fino a quel momento tra la gente». Occorre ricordare che anche papi (in occasione di Crociate) o re e santi cattolici come Luigi IX di Francia si espressero o si comportarono con gli eretici come i catari con altrettanta durezza, avendone il potere, e non si tratta di un tratto crudele del carattere di Lutero ma rientrante nel tipico quadro delle tragiche guerre di religione a sfondo politico, unito al pragmatismo e al carattere talvolta duro del riformatore tedesco; l'unico modo per salvare la Riforma dal papato era difatti avere l'appoggio dei principi. Sempre per la necessità di proteggere la sua Riforma, Lutero, che pure aveva proclamato l'inutilità della Chiesa come mediatrice e il principio che ognuno poteva essere "il sacerdote di sé stesso", acconsentì alla formazione delle Landeskirchen, delle Chiese territoriali tedesche con le quali i principi potranno esercitare la loro autorità anche sulle faccende religiose. Müntzer fu poi catturato e ucciso, mentre Andrea Carlostadio, anche lui sostenitore dei contadini, nel frattempo aveva ritrattato chiedendo aiuto a Lutero, il quale gli perdonò l'appoggio alla rivolta e lo nascose in casa propria per molti mesi, salvandogli così la vita.

### La nascita e il consolidamento della nuova Chiesa

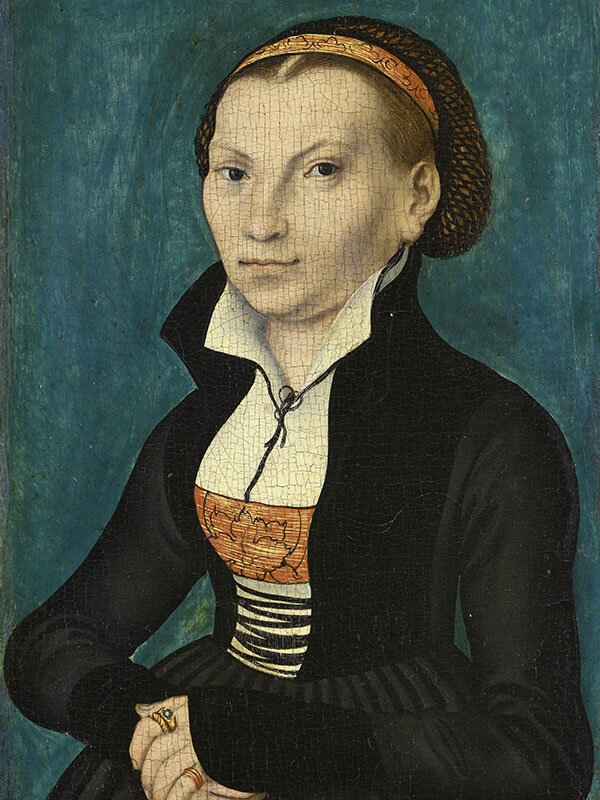
Katharina von Bora

Il 15 maggio 1525 gli ultimi insorti della guerra dei contadini, guidati da Thomas Müntzer, furono annientati a Frankenhausen dal langravio Filippo I d'Assia. Müntzer venne ucciso. Dieci giorni prima era morto Federico il Saggio, cui era succeduto il fratello Giovanni. Nello stesso anno Lutero decise di abbandonare la vita pubblica e la veste religiosa. In giugno sposò Katharina von Bora, una monaca che aveva dismesso l'abito in conseguenza della riforma, nata il 29 gennaio 1499 a Hirschenfeld, nei pressi di Meißen, da un nobile cavaliere decaduto. Fu un gesto di grande importanza che contribuiva alla formazione della nuova teologia luterana. In molti scritti Lutero loda il matrimonio, nonostante non lo considerasse come un sacramento. I due furono molto uniti, ed ebbero sei figli; la loro casa fu uno dei principali centri irradiatori delle idee riformatrici (basti pensare ai 6596 paragrafi dei Discorsi conviviali tenuti da Lutero nella sua casa e accuratamente registrati dai suoi allievi).
Sempre nel 1525 vengono pubblicati La Messa tedesca e Del servo arbitrio, quest'ultimo in risposta a uno scritto di Erasmo, Del libero arbitrio, pubblicato l'anno precedente, nel quale il grande umanista olandese invitava il monaco ribelle a ritornare sui propri passi riesaminando le concezioni espresse sul rapporto tra l'uomo e il suo destino. La conseguenza fu la definitiva rottura tra i due intellettuali.
Respingendo le nuove idee dell'umanesimo rinascimentale sulla centralità dell'uomo, Lutero manifestava un modo di pensare tutto improntato alla mistica medioevale e alla teologia paolina e agostiniana. Gli anni che vanno dal 1525 al 1530 videro Lutero, ma soprattutto i suoi seguaci, impegnati nel duplice obiettivo sia di consolidare la dottrina riformata, contrastando le repliche e i contrattacchi della Chiesa romana, sia di proteggerla da possibili derive estremiste.
Nel 1527, intanto, in rotta politica col papato, Carlo V mosse verso Roma dove le truppe dei mercenari lanzichenecchi, in maggioranza luterani e antipapisti, la saccheggiarono gravemente. Fu una delle prime guerre di religione tra cattolici e protestanti, benché alcuni cattolici francesi e spagnoli combattessero assieme ai luterani (lo stesso Carlo V era cattolico e re di Spagna come Carlo I).

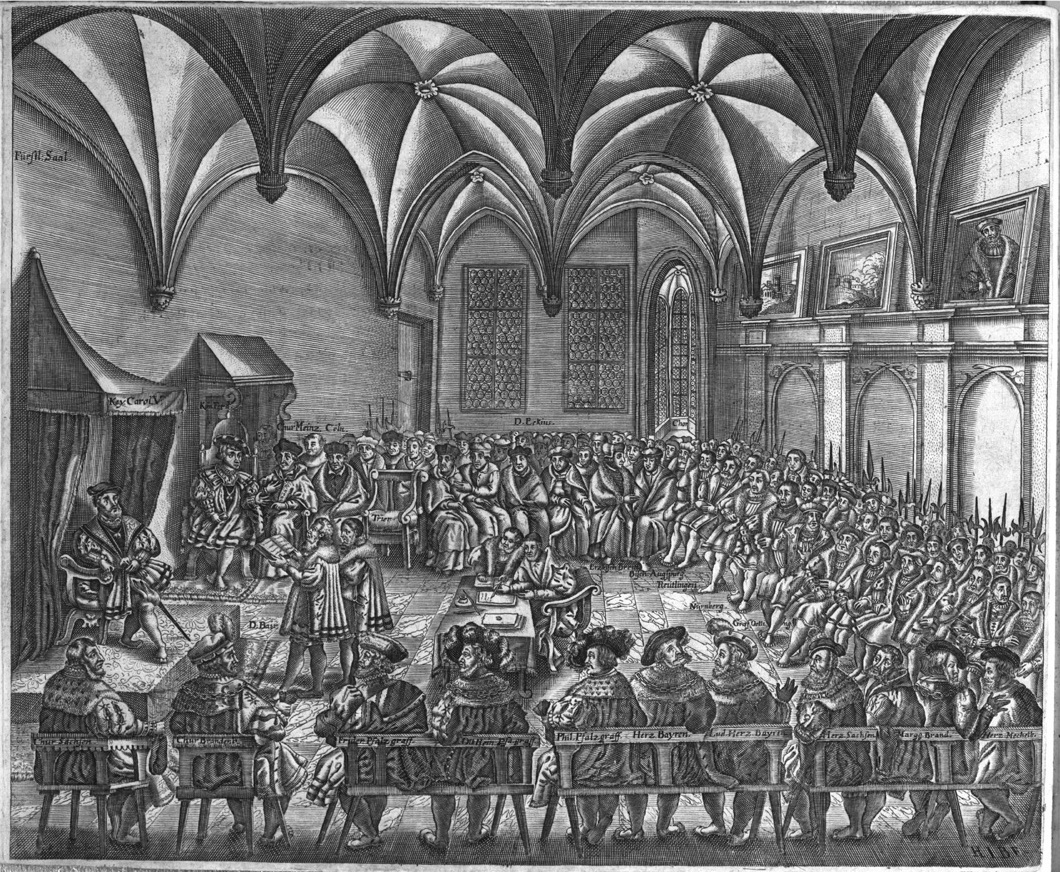
La Dieta di Augusta del 1530

Oltre a pubblicare libri Lutero compose in questo periodo diversi inni per la nuova liturgia riformata. Il più celebre è Ein' feste Burg ist unser Gott composto fra il 1527 e il 1529 traendolo dal Salmo 45 e tradotto in numerose lingue tra cui in italiano (Forte rocca è il nostro Dio).

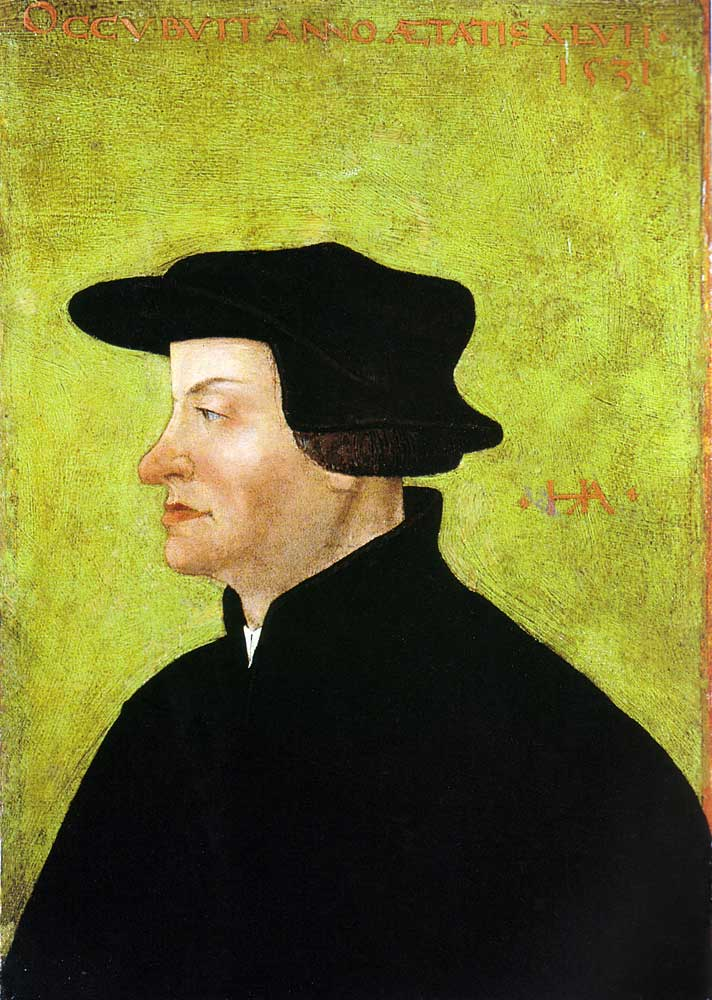
Zwingli

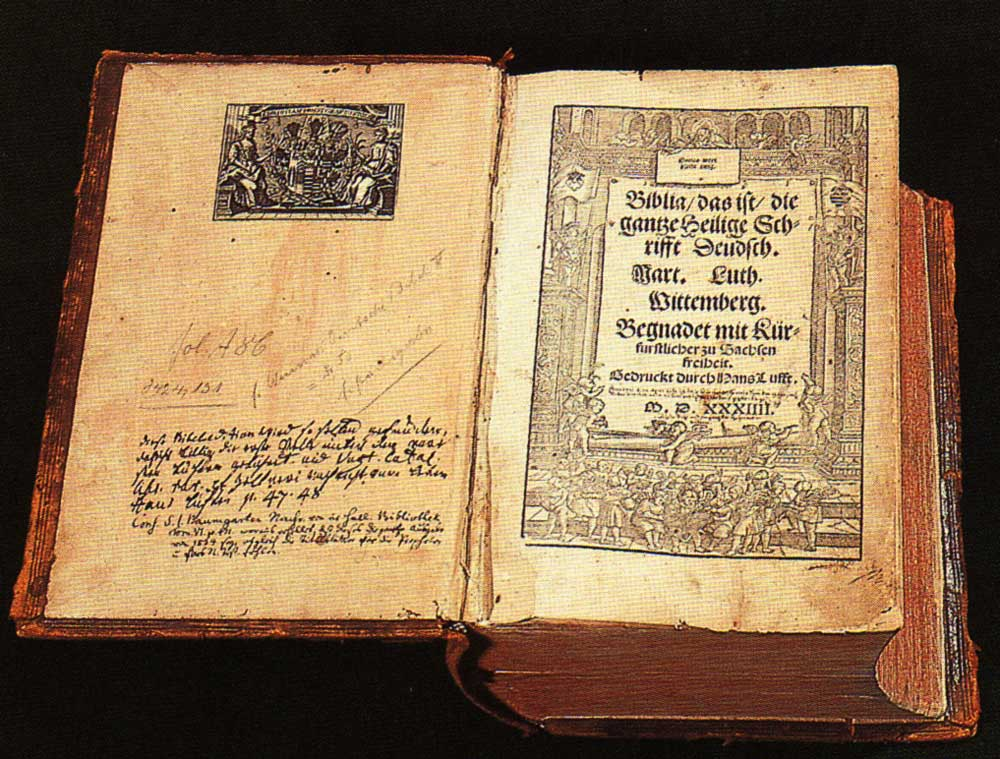
Bibbia di Lutero del 1534

Nel 1529 condusse con Melantone i Colloqui di Marburgo, importante confronto con l'altro grande riformista Ulrico Zwingli sui temi principali dei rispettivi sistemi teologici, che però si arenò di fronte al problema dell'eucaristia, sul cui significato le divergenze erano significative. Zwingli morì quindi nel 1531, durante la seconda battaglia di Kappel, atto conclusivo della seconda guerra di Kappel, che vide contrapposti i cantoni riformati a quelli cattolici.
Nel giugno 1530 venne presentata la Confessione augustana che rappresenta la definitiva sistemazione dottrinale del luteranesimo. È la prima esposizione ufficiale dei princìpi del protestantesimo che sarà poi detto luterano, redatta da Filippo Melantone per essere presentata alla Dieta di Augusta alla presenza di Carlo V.
Nel febbraio del 1531 venne conclusa tra i nobili e le città protestanti la Lega di Smalcalda. Nello stesso anno il monaco riformatore pubblicò l'Avvertimento del dottor M. Lutero ai suoi cari Tedeschi. Nel 1534 uscì la Bibbia completamente tradotta in tedesco da Lutero. Intanto veniva eletto papa Alessandro Farnese, con il nome di Paolo III. Gli anabattisti presero il potere a Münster in Vestfalia, ma nel giugno del 1535 la città fu riconquistata dal vescovo Francesco di Waldeck con l'aiuto di Filippo d'Assia.
Lutero dettò le linee generali per l'organizzazione della Chiesa evangelica della Sassonia, fornendo il modello fondamentale alle altre chiese luterane. Negli ultimi anni della sua vita Lutero approfondì la distanza dal cattolicesimo con lo scritto del 1537 Gli Articoli di Smalcalda, difese la propria dottrina sulla presenza di Cristo nell'eucaristia nell'opera Breve confessione intorno al Santissimo Sacramento (1544) ed espresse una condanna violenta e definitiva del cattolicesimo con l'operetta polemica Contro il papato istituito a Roma dal diavolo (1544).

### La morte
Lo studioso Roland Bainton, pur essendo un suo devoto biografo, riconosce come «il suo [di Lutero] altero atteggiamento di sfida dei primi tempi fosse degenerato, trasformandosi nell'umore stizzoso di un uomo tormentato dalla malattia, dalle fatiche e dallo scoramento», tuttavia, riferisce sempre Bainton, «sino all'ultimo migliorò la sua traduzione della Bibbia (…), e parecchi brani riportati in questo libro [sul sacrificio di Isacco] per illustrare i suoi princìpi religiosi e morali provengono dal suo ultimo periodo».
In confronto a Melantone, sempre sottile e pacato nei giudizi, tanto rozzo e vendicativo apparve divenuto Lutero, al punto da scadere spesso nel turpiloquio. D'altra parte, come sostiene sempre Bainton, «Lutero guazzava nel sudiciume meno di molti altri letterati del suo tempo», tra i quali lo stesso Erasmo, che non evitò di descrivere dei dialoghi tra popolani in cui si parlava del fetore che promanava dalle loro merci. Nel complesso, le grossolanità di Lutero furono esigue e vi sono interi tomi in cui le parole più indecenti sono quelle di San Paolo, che sopportò la perdita di tutte le cose «reputandole come tanta spazzatura al fine di guadagnare Cristo (Filip. III, 8)».

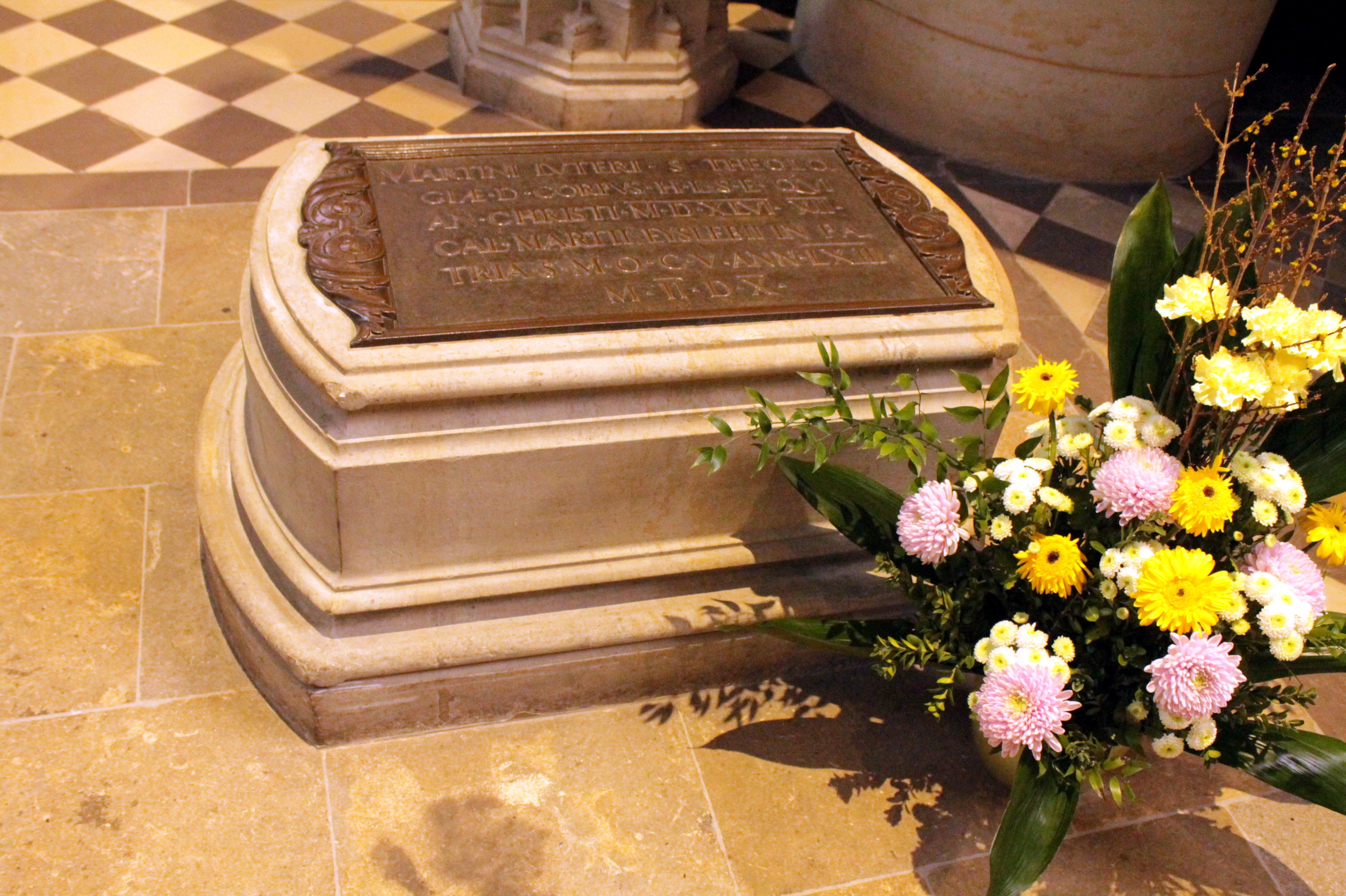
Tomba di Lutero (Schlosskirche, Wittenberg)

Aveva anche preso a mangiare e bere con generosità, vuotando in più occasioni interi boccali di birra, «ma non è mai stato riportato che Lutero avesse sorpassato la semplice allegria».
La sua salute intanto si era andata deteriorando progressivamente (soffriva di acufeni, cataratta, sindrome di Menière, dolore reumatico e altri disturbi, forse anche di cardiopatia), fino a che si ammalò gravemente di ulcera e venne infine colpito da un ictus fatale a 62 anni. Secondo quanto è stato tramandato, il 18 febbraio 1546 a Eisleben, quando Lutero era sul letto di morte, gli amici gli chiesero se era ancora convinto di ciò che aveva insegnato. Rispose: «Sì», e poco dopo spirò. La salma di Lutero venne in seguito inumata nella chiesa del castello di Wittenberg (Schlosskirche) dove si trova ancora oggi.

## Il contributo di Lutero
(Martin Lutero, La libertà del cristiano)

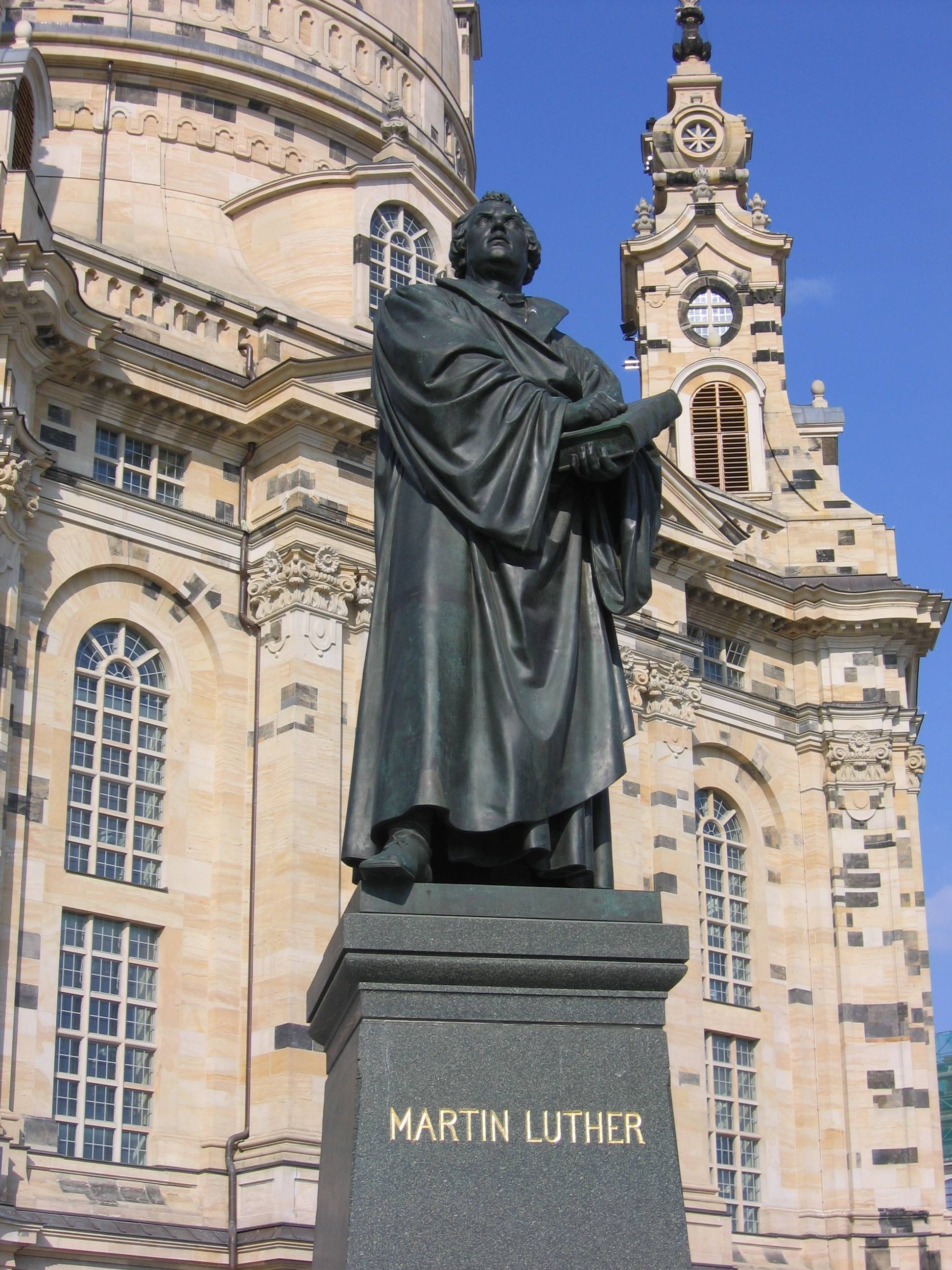
Statua di Martin Lutero a Dresda, Germania

La Riforma, promossa da uomini come Lutero, Melantone e poi Giovanni Calvino e Zwingli, determinò la formazione di un nuovo movimento religioso nell'Europa Occidentale detto protestantesimo. Il maggiore contributo di Lutero fu il suo insegnamento principale: la giustificazione per fede. Nel giro di poco tempo ciascun principato tedesco si schierò per la fede protestante o per quella cattolica. Il protestantesimo si diffuse e ottenne larghi consensi in Scandinavia, Svizzera, Inghilterra e Paesi Bassi.
Ancora oggi centinaia di milioni di persone, in tutto il mondo, si professano aderenti a questi insegnamenti. In un testo scritto dal professor Kurt Aland si legge: "Ogni anno escono almeno 500 nuove pubblicazioni su Martin Lutero e la Riforma in quasi tutte le maggiori lingue del mondo". Il contributo di Lutero nell'inaugurare un nuovo modo di vivere il cristianesimo, che consisteva nell'indipendenza dalla Chiesa e nella conseguente rottura dell'unità dei cristiani a Occidente, fu senz'altro notevole; egli stesso con le sue esitazioni mostrava di rendersi conto della responsabilità enorme che si assumeva.
La sua opera fu inoltre fondamentale per aver contribuito a formare la lingua tedesca: si può dire che Lutero fu per la Germania ciò che Dante era stato per l'Italia. Passati i primi secoli immediatamente successivi alla Riforma, dopo essere stato giudicato assai negativamente, la sua figura è stata in parte rivalutata anche in alcuni ambiti cattolici, almeno per quanto riguarda la tempra intellettuale del primo Lutero.

## Controversie

### Sulla vocazione

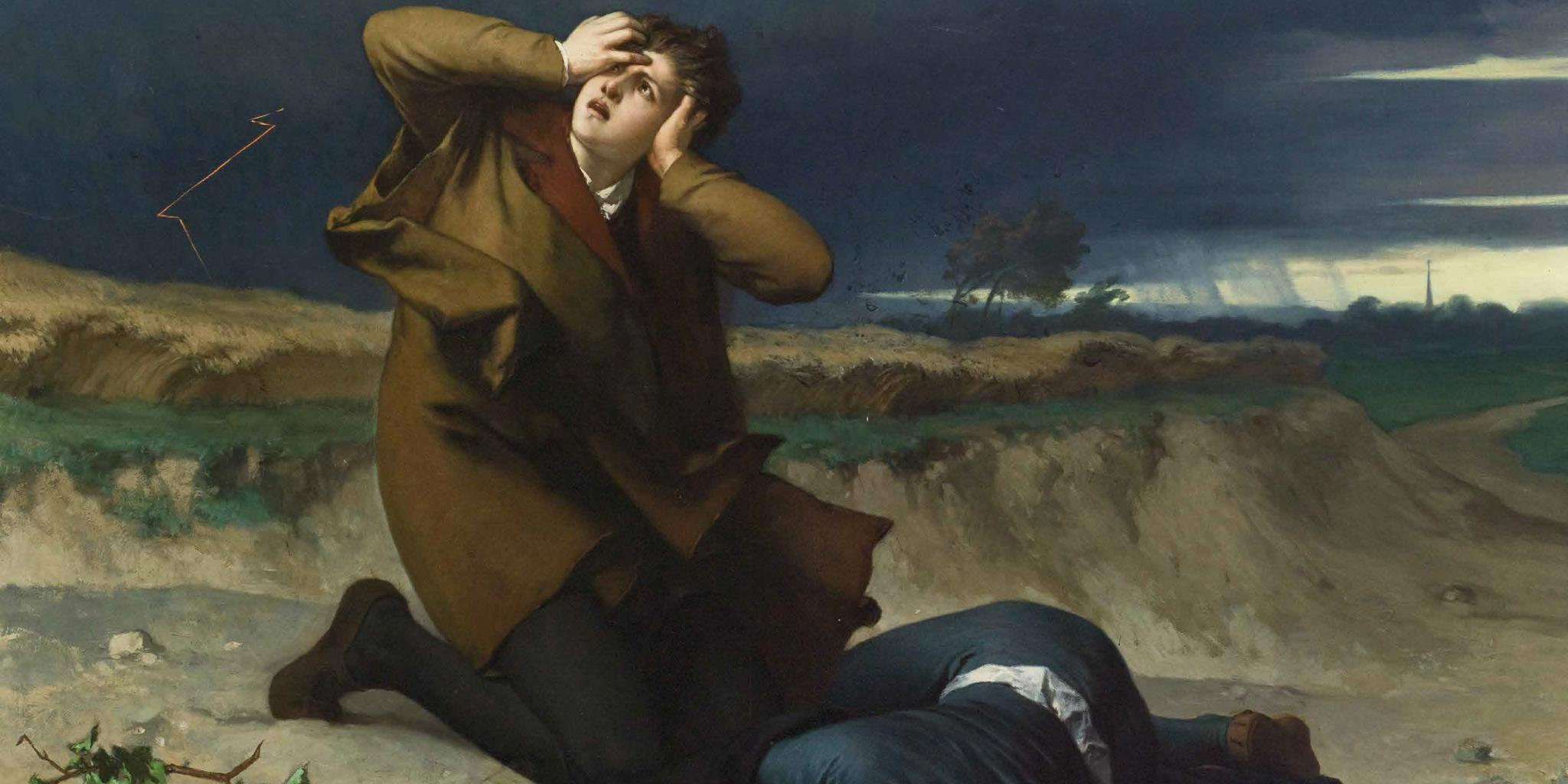
La vocazione di Lutero dopo essere stato colpito dal fulmine, in un dipinto di Ferdinand Pauwels

Sono ancora contrastanti i giudizi emessi dagli storici sulla conversione di Lutero. La tradizione vuole (e lo stesso Lutero nei suoi Discorsi a tavola sembra confermarlo) che a causa del forte spavento causatogli da un fulmine che lo fece cadere a terra durante un forte temporale, egli abbia fatto voto di prendere farsi monaco se si fosse salvato. In base a ciò che egli stesso racconta, da giovane fu indotto a meditare sull'ira divina a causa della morte prematura di un compagno di studi, Hieronymus Buntz. Lo storico protestante Dietrich Emme afferma che questi fu ucciso in un duello dallo stesso Lutero, rifugiatosi poi in convento per sfuggire alla condanna. Questa ipotesi è stata confutata dal teologo cattolico ecumenista Otto Hermann Pesch, perché nessuna fonte antica menziona il duello e inoltre gli annali dell'università di Erfurt riportano la notizia che Hieronymus Buntz morì di pleurite poco prima di sostenere l'esame di dottorato. Un'altra leggenda vuole che l'amico di Lutero sia morto a causa del fulmine.

### L'antisemitismo di Lutero
(Raul Hilberg commenta l'opera Degli Ebrei e delle loro menzogne in La distruzione degli Ebrei d'Europa)

Lutero anziano

Altri scritti di Lutero, contro gli ebrei che rifiutavano di convertirsi al cristianesimo, in particolare Degli ebrei e delle loro menzogne (Von den Juden und ihren Lügen, 1543) nel quale si espresse con toni acerrimi, hanno indotto molti a tacciarlo di antisemitismo. In realtà l'antisemitismo di Lutero si inquadrava nel generale atteggiamento di intolleranza e diffidenza verso il giudaismo (anche in ambito cattolico come mero antigiudaismo teologico) che percorreva la cultura europea, sia laica sia religiosa, e che culminerà nel XX secolo con la tragedia della Shoah. Teorie e suggestioni che descrivono Lutero quale anticipatore dell'antisemitismo moderno sono quindi alquanto discutibili.
In realtà Lutero ebbe un atteggiamento tollerante nei confronti degli ebrei almeno fino agli ultimi anni di vita, che però condizionava alla loro conversione al cristianesimo poiché se era vero, secondo Lutero e il cristianesimo medievale tutto, che il giudaismo era un crimine che doveva essere sradicato, la colpa originaria era stata quella di aver dato un cattivo insegnamento della dottrina cristiana. Il testo Gesù Cristo è nato ebreo (1523) punta infatti a difendere gli ebrei dai pregiudizi e dall'intolleranza.
Tuttavia il fallimento di questa auspicata conversione degli ebrei, dato che la maggioranza non accettò il battesimo, portò Lutero a un aperto antisemitismo, seppur non di tipo razziale. Nel 1543, ormai vicino alla fine della sua vita, Lutero pubblicò il pamphlet, Contro gli ebrei noto poi come Degli ebrei e delle loro menzogne, dove proponeva di bruciare le sinagoghe, abbattere le case degli ebrei, distruggere i loro scritti, confiscare il loro denaro e uccidere i rabbini che predicavano il giudaismo. Nonostante ciò, ebrei tedeschi convertiti alla religione luterana in diverse epoche, come Heinrich Heine - che nel Rabbi di Bacharach denunciò le persecuzioni medievali tedesche - hanno comunque ammirato Martin Lutero (si veda Zur Geschichte der Religion und Philosophie in Deutschland del 1834, cioè Esposizione del pensiero tedesco da Lutero a Schelling), venerato talvolta "come un santo", un precursore della Rivoluzione francese. Questa opinione fu condivisa da molti apologeti cattolici quali Joseph de Maistre (per la rottura del primato papale effettuata dalla riforma), nonostante l'avversione di Lutero per le ribellioni popolari e il fatto che la maggioranza dei luterani tedeschi e svedesi (nonché i protestanti britannici) combatté contro la Francia rivoluzionaria e contro Napoleone; si veda anche l'ammirazione verso Lutero del rivoluzionario Camille Desmoulins e la confusione sull'appoggio - attaccato dal papa - dei protestanti francesi alla Rivoluzione (essi erano però calvinisti ugonotti, membri della Chiesa Riformata di Francia). Per Heine fu anche un importante linguista e filosofo tedesco precursore di Hegel e del patriottismo tedesco ottocentesco.; secondo lo studioso della Riforma Piero Stefani, Heine vede in Lutero come «"uomo completo", "uomo assoluto", capace di riunire le dimensioni di spirito e materia precedentemente scisse per mano della dottrina cattolica e [lodato] la sua battaglia per la libertà di pensiero»; così come al contempo molti protestanti moderni specie dopo la seconda guerra mondiale hanno preso le distanze dagli scritti antisemiti del riformatore, e sono spesso vicini alle istanze delle comunità ebraiche.  Va inoltre ricordato che tali anatemi intolleranti erano subordinati alla conversione degli ebrei, non al loro sterminio, e la tolleranza religiosa era assente anche fra cristiani, in un mondo in cui vigeva il cuius regio, eius religio (ognuno doveva seguire la religione del proprio sovrano), e ciò era considerato comunque una conquista essendo garantito ai dissidenti il diritto di emigrazione. Lutero si espresse contro i capi giudaici ma voleva che i semplici ebrei fossero costretti a lavorare, senza imporre loro segni discriminatori come fecero i papi e alcuni sovrani cattolici, senza essere espulsi (sebbene in un passo li inviti pesantemente a "tornarsene in Giudea") ma senza svolgere lavori "parassitari" come il banchiere o il prestito di denaro a interesse. Lutero manifestò infatti un forte disprezzo anche per ogni forma di commercio, da lui giudicato "uno sporco affare", e condannò - in linea con il cristianesimo medievale- l'interesse come usura, nel Medioevo interdetta ai cristiani e quindi spesso appannaggio degli ebrei. Il suo sogno sarebbe stato di perpetuare la società rurale in cui era nato, per questo egli si considerava più un restauratore che un innovatore. Tali eccessi reazionari erano divenuti sempre più marcati man mano che invecchiava e la sua salute peggiorava.

### Lutero e l'Islam
Oltre a ciò, nel 1541 aveva autorizzato una nuova traduzione in lingua latina del Corano, a cura di Theodor Bibliander, che doveva essere indirizzata, come spiegava Lutero (convinto anti-islamico) nell'introduzione, "a gloria di Gesù, al bene dei cristiani, a danno dei turchi, a irritazione del demonio".

### Sulla morte
Lutero morì nel 1546 nella natia Eisleben, dove si era nuovamente stabilito; malato di ulcera, venne rinvenuto morto da alcuni amici nel suo letto, probabilmente a causa di un ictus.
L'oratoriano Thomas Bozius (1548-1610), nel suo De Signis Ecclesiae Dei, Coloniæ, 1592, scrive di avere appreso da "fonte degna di fede" che un domestico di Lutero, tale Ambrogio Kuntzell (o Kutfeld), successivamente convertito al cattolicesimo ("superioribus annis ad nostros se recepit"), affermava che il suo padrone fu trovato impiccato alle colonne del letto, dopo che era stato portato a dormire ubriaco la sera prima. Il testo di Bozius fu ripreso nel 1606 dallo scienziato Henricus Sedulius (1547-1621) in uno scritto polemico contro gli eretici.
Il filosofo cattolico Jacques Maritain scrive nel 1925 che il dottor de Coster, subito accorso, avrebbe constatato che la bocca di Lutero era contorta, che la parte destra del suo viso era nera e che il collo era rosso e deforme, come se fosse stato appunto strangolato, ma non parla di impiccagione. Questa sua diagnosi sarebbe riportata su un'incisione, riportata nella sua opera, che Lucas Fortnagel fece subito il giorno dopo la morte di Lutero, ma la presenza di de Coster alla morte di Lutero non trova riscontro nelle fonti.
La tesi del suicidio fu riproposta da Paul Majunke nel 1890 e confutata da Georges Claudin, nel 1895 che ha pubblicato il testo latino e la traduzione francese della presunta "deposizione" del domestico.
Altri documenti a confutazione della tesi sono stati pubblicati dal teologo cattolico Nikolaus Paulus nel 1898.

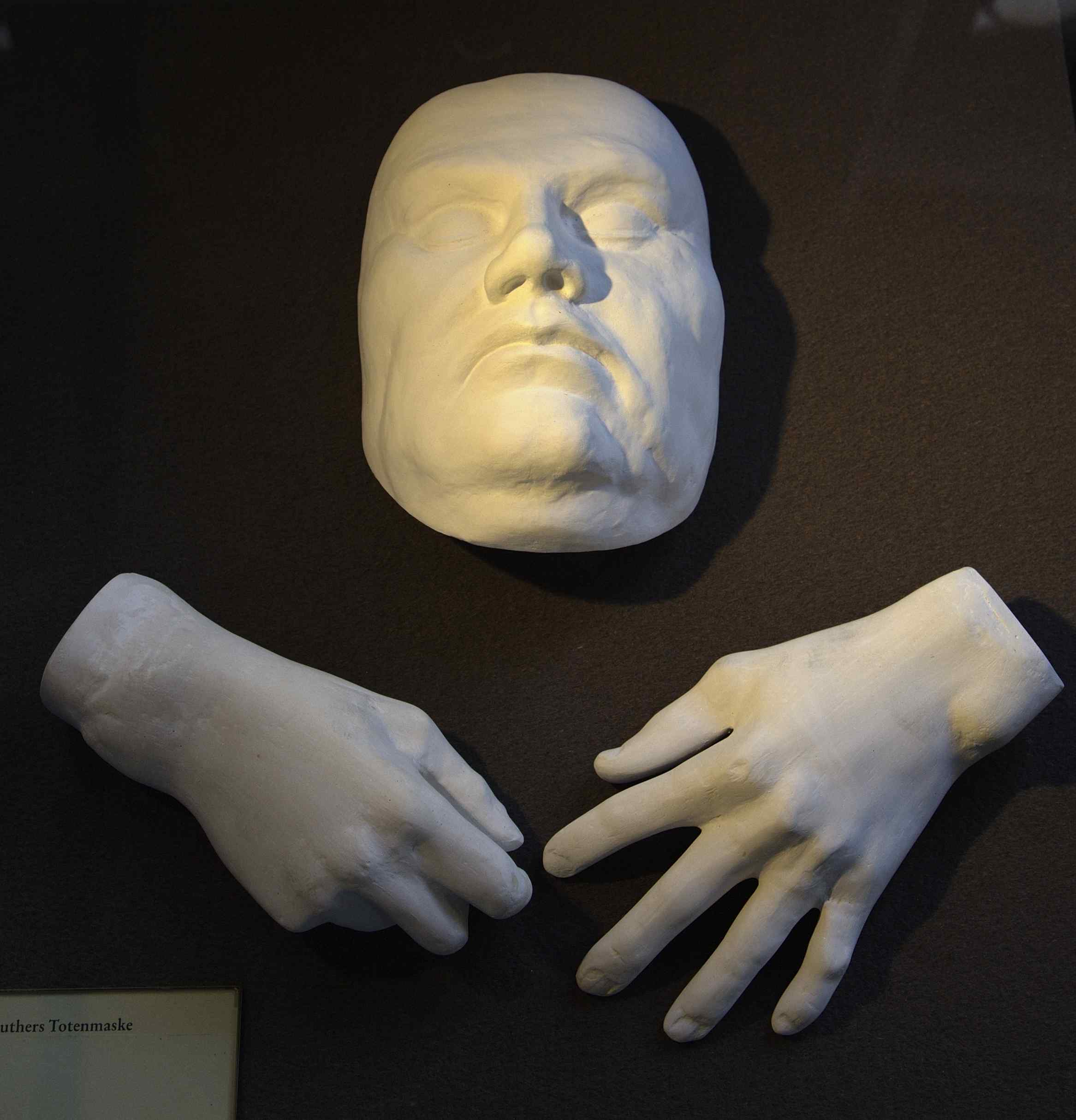
Maschera mortuaria di Lutero e calco delle mani

Tali dicerie sul suo suicidio furono diffuse solo vent'anni dopo la sua morte; i resoconti ufficiali della morte del riformatore testimoniano una morte naturale, alla presenza di un gruppo di persone oppure nel sonno, e la sua maschera mortuaria non riporta segni compatibili con un'asfissia violenta. Secondo una pubblicazione vicina all'ortodossia cattolica, La riforma protestante, dello storico cattolico Roberto Coggi "molto probabilmente Lutero morì per una sua vecchia malattia di cuore"; malattia della quale però non si hanno altre notizie.
Anche la leggenda del suicidio di Lutero è quindi considerata non fondata dagli storici, e diffusa in funzione anti-luterana (seppur ancora oggi riportata talvolta in ambienti cattolici tradizionalisti), insieme ad altre dicerie diffamatorie non veritiere: «Le dicerie di un suicidio di Lutero, diffuse vent'anni dopo, vanno scartate come infondate».
Oggi si ritiene che Lutero sia morto di ictus.

### Personalità e psicologia di Lutero
Secondo alcuni critici l'ansia e la paura avrebbero costituito un importante elemento nelle scelte di Lutero, e forse avrebbero fatto maturare nella sua mente la scelta di entrare nel convento agostiniano di Erfurt. Persino la psicoanalisi si è interessata a Lutero. 
Si è detto certo suo modo di esprimersi triviale e a volte con volgare turpiloquio quando era a tavola rilassato non fosse un tratto psicologico (coprolalia) ma derivante dal suo gergo rozzo e popolare di "contadino sassone", di cui egli stesso si scusa ("nei libri di Sant’Agostino si trovano molte parole che furono pronunciate dalla carne e dal sangue, e devo confessare che io dico molte parole che non sono parole di Dio, sia quando predico sia a tavola."). Così come riguardo alla sua passione per la birra casalinga dice "anch'io bevo. Non tutti però devono imitarmi, perché non tutti sopportano le mie fatiche".
Secondo lo psicologo statunitense Erik Erikson nel riformatore si riscontravano «eredità di alcolismo, amore anormale per sua madre, educazione in un clima di paura, tendenza alla malinconia, ossessioni sessuali (sublimate, è vero, con una potente attività intellettuale) sono gli elementi che spiegherebbero... perché e come Lutero è giunto a rifiutare il valore salvifico delle opere». Sebbene alcuni storici abbiano osservato che tali interpretazioni sarebbero fondate su insufficienti e incerte testimonianze, l'immagine di un Lutero afflitto da sofferenze psicologiche - spesso non diverse da quelle riscontrate in altre personalità complesse - culminate in malinconia, depressione, ossessioni e compulsioni a sfondo religioso-mistico e di scrupolosità (immagini intrusive blasfeme, sessuali o aggressive), rasserenate in parte dalla sua teologia della giustificazione per sola fide, ha spesso avuto ampio credito presso la storiografia su di lui e contro di lui.

### L'equivoco delpecca fortiter
Per rassicurare il timoroso e preoccupato Melantone, Lutero gli avrebbe suggerito un paradosso che insiste sul valore della fede sulle opere: "pecca con vigore, e credi ancora più fortemente" (pecca fortiter et crede fortius), sullo stile del motto agostiniano ama e fa' ciò che vuoi. Il senso sarebbe: "pecca pur fortemente (perché essendo uomo non puoi non peccare) ma ogni volta credi sempre di più" è il senso che si inquadra bene nella teoria luterana di servo arbitrio e depravazione totale. La frase si trova in una lettera:
(Lutero a Melantone, 1 agosto 1521)

## Opere

### Opera omnia

Frontespizio del libro secondo dell'Opera omnia, 1562

- Un elenco completo degli scritti di Martin Lutero in ordine cronologico si trova in: Kurt Aland, Hilfsbuch zum Lutherstudium, Vierte, durchgesehene und erweiterte Auflage, Bielefed, Luther-Verlag 1996, "IV. Chronologisches Verzeichnis der Schriften M. Luthers", pp. 647–670.
- Doctor Martin Luthers Sämmtliche Werke, Erlangen, 1826-1923. Comprende: a) Scritti tedeschi, 67 voll., a cura di Johann Georg Plochmann e Johann Konrad Irmischer; b) Scritti latini, 38 voll.; c) Lettere, 18 voll., a cura di K. Enders, G. Kawerau, P. Fleming, O. Albrecht.
- Doctor Martin Luthers Werke. Kritische Ausgabe, Böhlaus, Weimar, 1883 ss. Comprende 120 voll. in 4º (1883-2009). L'edizione si suddivide in quattro parti: a) Werke, b) Deutsche Bibel, c) Tischreden, d) Briefwechsel. È in corso la ristampa fotomeccanica dei voll. 1-54 e di fascicoli supplementari di ogni volume con note di revisione e aggiunte. Sono stati pubblicati i volumi. 33, contenente prediche su Giov. 6-8, e 55 con l'edizione completamente riveduta e corretta della Erste Psalmvorlesung 1513-15 (= voll. 3-4 della 1ª ed.).

### Opere scelte
- Martin Luthers Ausgewählte Werke, 8 voll. a cura di Hans Heinrich BORCHERDT, Georg Müller, München und Leipzig 1914-1928.
- Luther Deutsch, 10 voll. a cura di Kurt ALAND, Klotz-Vandenhoeck, Stuttgart-Göttingen 1949-1969 (varie ristampe).
- Luthers Werke in Auswahl, 8 voll. a cura di Otto CLEMEN, W. De Gruyter, Berlin 1962-67.
- Calwer Luther-Ausgabe, 10 voll. a cura di Wolfgang METZGER, Mohn, Gütersloh 1977-82.
- Martin Luther Studienausgabe, a cura di Hans-Ulrich DELIUS, 6 voll., Evangelischer Verlagsanstalt, Berlin 1979-1999.
- Martin Luthers Briefe, Sendschreiben und Bedenken, 6 voll., Berlin, 1825 ss., a cura di DE WETTE e SEIDEMANN.
- Disputationes Martin Luthers, a cura di Paul DREWS, Göttingen 1895.
- (DE) Martin Lutero, Erklarungen der heiligen Schrift. 5, Berlin, Karl Wiegand, 1848. URL consultato il 14 marzo 2015.
- (DE) Martin Lutero, Erklarungen der heiligen Schrift. 6, Berlin, Karl Wiegand, 1848. URL consultato il 14 marzo 2015.
- (DE) Martin Lutero, Predigten. 3, Berlin, Wilhelm Besser, 1847. URL consultato il 14 marzo 2015.
- (DE) Martin Lutero, Predigten. 4, Berlin, Wilhelm Besser, 1847. URL consultato il 14 marzo 2015.
- (DE) Martin Lutero, Predigten. 5, Berlin, Wilhelm Besser, 1847. URL consultato il 14 marzo 2015.
- (DE) Martin Lutero, Predigten. 6, Berlin, Wilhelm Besser, 1847. URL consultato il 14 marzo 2015.
- (DE) Martin Lutero, Reformatorische Schriften. 1, Berlin, G. Eichler, [1841]. URL consultato il 14 marzo 2015.
- (DE) Martin Lutero, Reformatorische Schriften. 2, Berlin, G. Eichler, [1841]. URL consultato il 14 marzo 2015.
- (DE) Martin Lutero, Reformatorische Schriften. 3, Berlin, G. Eichler, [1841]. URL consultato il 14 marzo 2015.
- (DE) Martin Lutero, Reformatorische Schriften. 4, Berlin, G. Eichler, [1841]. URL consultato il 14 marzo 2015.
- (DE) Martin Lutero, Vermischte Schriften. 1, Berlin, Karl Wiegand, 1848. URL consultato il 14 marzo 2015.
- (DE) Martin Lutero, Vermischte Schriften. 2, Berlin, Karl Wiegand, 1848. URL consultato il 14 marzo 2015.
- (LA) Martin Lutero, [Opere]. 2, VVitebergae, excudebat Laurentius Schwenck, 1562.
- (LA) Martin Lutero, [Opere]. 3, VVitebergae, imprimebat Iohannes Crato, 1553.
- (LA) Martin Lutero, [Opere]. 4, VVitebergae, per Iohannem Lufft, 1552.
- (LA) Martin Lutero, [Opere]. 5, VVitebergae, per Iohannem Lufft, 1554.
- (LA) Martin Lutero, [Opere]. 6, VVitebergae, excudebat Laurentius Schwenck, 1561.
- (LA) Martin Lutero, [Opere]. 7, VVitebergae, per Iohannem Lufft, 1558.

### Versioni italiane
- Collana Opere scelte di Martin Lutero, diretta da Paolo Ricca. Sono finora usciti presso l'editrice Claudiana di Torino i seguenti volumi:
  1. Il Piccolo Catechismo - Il Grande Catechismo (1529), a cura di Fulvio Ferrario, Torino 1998.
  2. Come si devono istituire i ministri della chiesa (1523), a cura di Silvana Nitti, Torino 1987.
  3. L'Anticristo. Replica ad Ambrogio Catarino sull'Anticristo (1521). Antitesi illustrata della vita di Cristo e dell'Anticristo (1521), a cura di Laura Ronchi De Michelis, Torino 1989.
  4. Scuola e cultura. Compiti delle autorità, doveri dei genitori (1524 e 1530), a cura di Maria Cristina Laurenzi, Torino 1990.
  5. Gli articoli di Smalcalda (1537-38) e Il primato e l'autorità del papa (1537) (di F. Melantone), a cura di Paolo Ricca, Torino 1992.
  6. Il servo arbitrio (1525), a cura di Fiorella De Michelis Pintacuda, Torino 1993.
  7. Messa, sacrificio e sacerdozio (1520, 1521 e 1533), a cura di Silvana Nitti, Torino 1990.
  8. Contro i profeti celesti sulle immagini e sul sacramento (1525), a cura di Alberto Gallas, Torino 1999.
  9. I concili e le chiese (1539), a cura di Giuseppe Ferrari, Torino 2002.
  10. Sermoni e scritti sul battesimo (1519-1546), a cura di Gino Conte, Torino 2004.
  11. Alla nobiltà cristiana della nazione tedesca, con testo originale a fronte, a cura di Paolo Ricca, Torino, 2008.
  12. La cattività babilonese della Chiesa (1520), con testo originale a fronte, a cura di Fulvio Ferrario e Giacomo Quartino, Torino 2006.
  13. La libertà del cristiano (1520). Lettera a Leone X, con in appendice la Bolla Exsurge Domine, con testo originale a fronte, a cura di Paolo Ricca, Torino 2005.
  14. Le Resolutiones. Commento alle 95 Tesi (1518), con testo originale a fronte, a cura di Paolo Ricca, Torino 2013.
  15. Autorità secolare, fino a che punto le si debba ubbidienza (1523), con testo originale a fronte, a cura di Paolo Ricca, Torino 2015.
- Della vita Christiana. Traduzione anonima del XVI secolo dello scritto Von der Freiheit eines Christenmenschen (= La libertà del cristiano). Stampa s.n.t. Una copia si trova alla Guicciardiniana di Firenze.
- Catechismo piocciolo [sic!] di Martin Luthero, traduzione anonima, stampata a Tubinga nel 1562 e ristampata nel 1588 senza indicazione del luogo. Le biblioteche di Dresda, Königsberg e Wolfenbüttel conservano ciascuna una copia della 1ª ed.; della ristampa possiede una copia la Biblioteca Nazionale di Firenze. Di quest'ultima fece una nuova edizione EUGEN LESSING, Tipografia B. Coppini, Firenze 1942, in vendita presso la Casa Editrice Sansoni, Firenze.
- Il piccolo catechismo del Dr. Martino Lutero, nuovamente tradotto da Carlo Roenneke, Roma 1883, Enrico Medicus Editore, Trieste 1900.
- Martino Lutero secondo i suoi scritti. Scelta di scritti tradotti e presentati al popolo italiano, Tipografia Claudiana, Roma-Firenze 1883.
- Il Pater nostro spiegato da un cristiano del secolo decimosesto. Traduzione libera dal tedesco, Claudiana, Firenze 1885.
- Il piccolo catechismo del Dottor Martin Lutero. Coll'aggiunta di un manuale d'istruzione religiosa. Per uso delle chiese Evangeliche Luterane Italiane del Sinodo di Missouri, a cura di Andrea Bongarzone, Saint Louis, Missouri: Concordia Publishing House, 1937.
- Poesie di Lutero, introdotte e tradotte da Giovanni Necco, Doxa, Roma 1927 (con testo tedesco a fronte).
- Il servo arbitrio di Lutero contro Erasmo. Introduzione, traduzione, annotazioni di Giovanni Miegge, Doxa, Roma 1930.
- Libertà del cristiano di Martin Lutero, con epistola dedicatoria a Leone X, a cura di Giovanni Miegge, Doxa, Milano 1931. Ripubblicato più volte dalla Claudiana, Torino, 1970
- Brani scelti, Bocca, Milano 1943. La raccolta comprende estratti dagli scritti seguenti: Il papato romano, La libertà del cristiano, Un sermone sul Vangelo (1522), Predica sul dovere di mandare i figli a scuola, Discorsi a tavola, Lettere e canti religiosi.
- Lutero, Introduzione, scelta e versione a cura di Clementina Di San Lazzaro, Milano, 1948. Comprende parti degli scritti seguenti: Il Magnificat, La libertà del cristiano, L'autorità temporale e dei limiti dell'obbedienza, Prefazione dell'edizione wittenberghese delle opere in lingua tedesca, Epistola sul tradurre, Ai consiglieri di tutte le città tedesche, L'opera di Galeazzo Cappella, Prefazione al libro di Giuditta, Prefazione al libro di Tobia, Prefazione all'Esodo, Prefazione alla nuova versione tedesca del Salterio, Predica sul dovere di mandare i figli a scuola, Epistola sull'aspro opuscolo contro i contadini, Se anche le genti di guerra possono giungere alla beatitudine, Lettere, Discorsi a tavola, Canti religiosi.
- A cura di Giuseppina Panzieri Saija, con introduzione di Luigi Firpo, Scritti politici (comprende le opere seguenti: Il papato romano, Alla nobiltà cristiana della nazione tedesca, La cattività babilonese della Chiesa, La libertà del cristiano, L'autorità secolare, Testi sulla guerra dei contadini, Se anche le genti di guerra possono giungere alla beatitudine, Collana Classici politici, Torino, UTET, anno I, ed. 1949
- Canti religiosi di Martin Lutero in versione italiana si trovano in: Margherita Fuerst-Wulle, Canti della Riforma, con musica, Centro Evangelico di Cultura, Roma 1951.
- Il Padre Nostro spiegato ai semplici laici. Traduzione e note di Valdo Vinay, Claudiana, Torre Pellice 1957, Torino 1995.
- A cura di Valdo Vinay in collaborazione con Giovanni Miegge, Scritti religiosi (comprende le opere seguenti: Le tesi sulle indulgenze, Sermone sul santo e venerabile sacramento del battesimo, Sermone sul venerabile sacramento del santo vero corpo di Cristo e sulle confraternite, Le buone opere, Il Magnificat tradotto in tedesco e commentato, Una fedele esortazione a tutti i cristiani a guardarsi dai tumulti e dalle rivolte, Prediche sui Vangeli, Secondo la Scrittura, un'assemblea o comunità cristiana ha diritto e la facoltà di giudicare ogni dottrina e di chiamare, insediare e destituire i dottori, Enchiridion. Il piccolo catechismo per pastori e predicatori indotti), Collana Classici delle Religioni, UTET, Torino, anno I ed. 1967 - 2004
- Il piccolo catechismo di Martin Lutero, a cura di Erich Dahlgrün, Herbert Reuner, Berlin 1959.
- Erasmo da Rotterdam, Il libero arbitrio (testo integrale) - Martin Lutero, Il servo arbitrio (passi scelti), a cura di Roberto Jouvenal, Claudiana, Torino, 1969. Terza edizione a cura di Fiorella De Michelis Pintacuda, 2004.
- Discorsi a tavola. Introduzione, traduzione e note di Leandro Perini. Con un saggio su Martin Lutero di Delio Cantimori, Collana NUE n.105, Torino, Einaudi, 1969. - Nuova edizione a cura di Domenico Segna, Collana i grandi libri dello spirito, Garzanti, Milano, 2017, ISBN 978-88-116-5008-9.
- Scritti sull'educazione, a cura di Ferdinando Vidoni, Libr. ed. Canova, Treviso 1972.
- Canti spirituali, a cura di Benno Scharf, Morcelliana, Brescia 1982.
- Dalla Parola alla vita. Scritti spirituali, a cura di Johannes Hanselmann e Peter Helbich, Città Nuova, Roma 1984.
- Le 95 tesi, a cura di Sergio Quinzio, trad. di Italo Pin, Studio Tesi, Pordenone 1984, (oltre alle Tesi del 1517 comprende: La libertà del cristiano e La prigionia babilonese della chiesa, 1520).
- Prediche sulla chiesa e lo Spirito Santo, a cura di Giuliana Gandolfo, Claudiana, Torino 1984.
- Prefazioni alla Bibbia, a cura di Marco Vannini, Marietti, Genova 1987.
- Scritti pastorali minori, a cura di Stefano Cavallotto, EDB, Napoli 1987.
- Le tesi De homine (1530), a cura di Sergio Rostagno, "Protestantesimo" 4/1990, 306-317 (testo e commento).
- La Lettera ai Romani (1515-16), a cura di Franco Buzzi, Edizioni Paoline, Milano 1991.
- Lezioni sulla lettera ai Romani (1515-16), a cura di Giancarlo Pani, 2 voll., Genova, Marietti, 1991-92.
- Lieder e prose, a cura di Emilio Bonfatti, Milano, Mondadori, 1992.
- La libertà del cristiano con il testo della lettera aperta a Leone X, a cura di Joachim Landkammer, la Rosa Editrice, Torino 1994.
- Breviario, a cura di Claudio Pozzoli, Rusconi, Milano 1996.
- I sette salmi penitenziali (1525) - Il bel Confitemini (1530), a cura di Franco Buzzi, Rizzoli, Cinisello Balsamo 1996.
- Contro gli Ebrei. Versione latina di Justus Jonas (1544). A cura di Attilio Agnoletto, Terziaria, Milano 1997.
- Preghiere, a cura di Stefano Cavallotto, Piemme, Casale Monferrato 1997.
- Lettera del tradurre, a cura di Emilio Bonfatti, Marsilio, Venezia 1998.
- Sermoni. Traduzione di Federica Masiero, Edizioni Ariele, Milano 1999.
- Degli ebrei e delle loro menzogne, a cura di Adelisa Malena, prefazione di Adriano Prosperi, Torino, Einaudi, 2000, ISBN 978-88-06-19512-0.
- Della libertà del cristiano, a cura di Giampiero Bof, Messaggero, Padova 2004.
- Commento al Magnificat, trad. di R. M. Bruno, Servitium Editrice, 2017 6ª edizione, collana: Quaderni di ricerca n. 2, ISBN 978-88-81-66026-1.
- Le 95 tesi • Della libertà del cristiano • Sulla prigionia babilonese della Chiesa, a cura di Sergio Quinzio, Roma, Studio Tesi, 2020, ISBN 9788876926600, OCLC 1238140375.
- Contro il papato di Roma creato dal diavolo, Brescia, Chersi Libri, 2024.

## Filmografia
- Dal 1927 al 2008 sono stati 10 i film ispirati alla vita dell'iniziatore della Riforma. Tra essi: Luther - Genio, ribelle, liberatore, 2003, di Eric Till, con Joseph Fiennes nei panni del teologo.

### Esplicative
1. ↑  Il passo bibliico che ispirò Lutero riguardo al peccato e al perdono fu: 
«Io infatti non mi vergogno del Vangelo, perché è potenza di Dio per la salvezza di chiunque crede, del Giudeo, prima, come del Greco. In esso infatti si rivela la giustizia di Dio, da fede a fede, come sta scritto: Il giusto per fede vivrà.»
(Rm 1,16-17)
2. ↑  Queste le parole di Lutero a Worms: "Se non sarà convinto mediante le testimonianze della Scrittura e chiare ragioni - poiché non credo né al papa né ai concili da soli - poiché è evidente che hanno errato e si contraddicono - io sono vinto dalla mia coscienza e prigioniero della Parola di Dio a motivo dei passi della Sacra Scrittura che ho addotti. Perciò non posso né voglio ritrattarmi, poiché non è sicuro né salutare fare alcunché contro la coscienza. Non posso fare altrimenti. Io sto fermo qui. Amen". In Felici, 2016, p. 65.

### Bibliografiche
1. ↑  Bainton 1960, p. 7.
2. ↑  Felici, 2016, p. 48.
3. ↑  Felici, 2016, pp. 48-49.
4. ↑  Bainton 1960, p. 3; la famiglia di Lutero era particolarmente devota a Sant'Anna, patrona dei minatori.
5. ↑  Felici, 2016, p. 49.
6. ↑  Felici, 2016, pp. 49-50.
7. ↑  Bainton 2003, p. 23.
8. ↑  Luigi Mezzadri, Paola Vismara, La Chiesa tra Rinascimento e Illuminismo, Roma, Città Nuova, 2006 - p. 75
9. ↑  Bainton 2003, p. 22.
10. ↑  Mauro Lucentini, La grande guida di Roma, Newton & Compton, 1999, p. 28.
11. ↑  Bainton 2003, p. 24.
12. ↑  Heinrich Böhmer suggerisce che le lezioni si siano svolte dal 16 agosto, 1513 al 20 ottobre 1515: Luthers erste Vorlesung, Leipzig, Teubner Verlag, 1924, p. 5.
13. ↑  Dictata super Psalterium 1513 - 1516 e Dictata super Psalterium 1513 - 1516 und anderen Schriften der Jahre 1513 - 1520, voll. 3 e 4 della Weimarer Kritische Ausgabe (1885-86); una nuova edizione critica è stata pubblicata nel volume 55.
14. ↑  Le lezioni furono tenute dalla primavera del 1515 alla fine del semestre estivo 1516; la prima pubblicazione fu curata da Johannes Ficker che aveva ritrovato il manoscritto: Luthers Vorlesung über den Römerbrief, 1515/1516: Die Scholien, Dieterich 1908; nel 1938 furono pubblicate nei volumi 55 e 56 della Weimarer Ausgabe.
15. ↑  Martina, 1993, pp. 129-131.
16. ↑  Secondo una recente storiografia Lutero non fu l'autore materiale dell'affissione delle tesi sul portone della cattedrale di Wittenberg. «Il fatto è attestato da un solo documento, redatto da Melantone nel 1546, dopo la morte del riformatore. Ma nel 1517 egli non era a Wittenberg; inoltre, diversi particolari del testo sono smentiti dai fatti. Lo storico Erwin Iserloh ha dimostrato che l’affissione delle Tesi non è storia, ma leggenda, e per di più contraddice l’intenzione del riformatore.» (In La civiltà cattolica - L'affissione delle 95 tesi di Lutero: storia o leggenda? Giancarlo Pani, Quaderno 3993 pp. 213-226, Anno 2016, Volume IV)
17. ↑  Cfr. Febvre 1969.
18. ↑  Carmine Benincasa, L'altra scena. Saggi sul pensiero antico, medievale, controrinascimentale, Edizioni Dedalo, 1979 p.498
19. ↑  Giancarlo Pani, Paolo, Agostino, Lutero: alle origini del mondo moderno, Rubbettino Editore, 2005.
20. ↑  Adriano Prosperi, Lutero, gli anni della fede e della libertà, Edizioni Mondadori, 2017 quarta di copertina
21. ↑  Prefazione al primo volume dell'Opera omnia (datata Wittenberg, 5 marzo 1545: Weimarer Ausgabe (WA), vol. 54, Schriften 1543/46, pp. 185-186 (testo latino che comincia con: Interim eo anno iam redieram ad Psalterium denuo interpretandum...), traduzione italiana in Grande antologia filosofica, diretta da Miche Federico Sciacca, Milano, Marzorati, 1964 vol. VIII, pp. 1073-1074 e in Luis Martinez Ferrer e Pier Luigi Guiducci (a cura di), Fontes: documenti fondamentali di storia della Chiesa, Cinisello Balsamo, San Paolo, 2005, pp. 302-303.
22. ↑  Secondo Luigi Mezzadri, Storia della Chiesa: tra Medioevo ed epoca moderna, Volume 4, CLV-Edizioni, 2007, p. 154, il luogo dell'epifania sarebbe la latrina; secondo Erwin Iserloh, Storia della Chiesa, diretta da Hubert Jedin, vol. 6, Riforma e Controriforma, Milano, Jaca Book, 1975, p. 36, l'ambiente riscaldato (hypocaustum).
23. ↑  Norman O. Brown sottolinea con attenzione la non casualità del luogo escrementizio: «La psicoanalisi (...) non può non trovare significativo il fatto che l'esperienza religiosa che inaugurò la teologia protestante abbia avuto luogo al gabinetto», da Life Against Death: The Psychoanalytic Meaning of History 1959
24. ↑  WA, TR 2, p. 177 Discorsi a tavola (è il testo in cui compare il termine "Cl." interpretato da alcuni studiosi come cloaca e da altri come claustrum)
25. ↑  WA TR 3, p. 228 Op.cit. ibidem
26. ↑  Martin Luther Werke. Kritische Gesamtausgabe, Weimar, 1883-1983, vol. 54, cfr. Roberto Coggi, La riforma protestante, Volume 2, Edizioni Studio Domenicano, 2004 p. 11
27. ↑  Adriano Prosperi, Lutero, Mondadori 2017
28. ↑  Vittorio Subilia, La giustificazione per fede, Brescia, Paideia 1976.
29. ↑  Diversamente da Lutero, Calvino riterrà che il fedele, che, tramite il lavoro, ottiene successo e benessere, possa supporre di essere predestinato alla salvezza. Questi, cioè, saranno in qualche modo segni della grazia di Dio.  Max Weber, L'etica protestante e lo spirito del capitalismo, Milano, Rizzoli, 1997.
30. ↑  Dichiarazione congiunta sulla dottrina della giustificazione Augusta - 31 ottobre 1999
31. ↑   I sacramenti sono segni sacri, istituiti da Cristo. Gli altri cinque sacramenti, conosciuti dalle Chiese cattolica e ortodossa (confessione, unzione degli infermi, ordine sacerdotale, matrimonio e cresima), secondo l’interpretazione evangelica dei protestanti non sono stati istituiti da Gesù., su chiesaluterana.it. URL consultato il 30 settembre 2017 (archiviato dall'url originale il 10 ottobre 2017).
32. ↑  Weimar Ausgabe 26, 442; Luther's Works 37, 299-300.
33. ↑  "Real Presence Communion – Consubstantiation?" «La maggior parte dei luterani rifiuta il termine [consustanziazione] per la falsa connotazione in esso contenuta». Wisconsin Evangelical Lutheran Synod
34. ↑  Secondo la teologia luterana avviene che «in analogia al ferro che, messo nel fuoco, fa sì che sia il fuoco e il ferro siano uniti nel rosso ferro incandescente, e tuttavia ognuno si mantiene» così è nell'Unione sacramentale cioè nell'unione ipostatica della natura umana e divina in Cristo (in Contro i profeti celesti sulle immagini e sul sacramento (1525) e Confessione sulla Cena di Cristo (1528), citati in "The Oxford Dictionary of the Christian Church", F.L. Cross, Ed., London: Oxford, 1958, p. 337)
35. ↑  Altri mezzi erano ritenuti le messe, le preghiere e le buone opere in suffragio. Secondo la dottrina della Chiesa l'indulgenza non serve per ottenere la grazia e quindi la salvezza, ma per la riduzione delle pene da scontare in Purgatorio per i peccati commessi. L'indulgenza viene concessa a chi, confessato, pentito e comunicato, compie delle "buone opere", penitenze, rinunce, ecc. per ottenere il perdono divino. L'indulgenza, che può comportare la remissione totale o parziale delle pene, era emanata in occasione di particolari eventi di importanza spirituale, pellegrinaggi o anche per le crociate; chi vi partecipava otteneva l'indulgenza plenaria, la remissione totale delle pene. Chi non poteva partecipare alle crociate sostituiva con le "buone opere"; o anche con il pagamento di somme in denaro o con la donazione di altri beni, ottenendo così anche lui di lucrare l'indulgenza. Predicando contro le indulgenze Lutero quindi contestava la validità delle "buone opere" per ottenere la remissione delle pene e la salvezza.
36. ↑  Felici, 2016, p. 53.
37. 1 2  Martina, 1993, pp. 134-136.
38. 1 2  Schorn-Schütt, 1998, pp. 28-30.
39. ↑  In verità, sappiamo però che le tesi furono pubblicate nell'Università di Wittenberg dove insegnava; e, grazie alla stampa, esse furono rese pubbliche, arrivando così a Carlo V.
40. ↑  Felici, 2016, p. 55.
41. ↑  La stampa fu uno dei motivi della rapida diffusione del luteranesimo. Non a caso la Controriforma cattolica sotto papa Paolo IV, introdusse uno strumento di controllo delle opere a stampa come l'Indice istituito nel 1559 per opera della Congregazione della sacra romana e universale Inquisizione (o Sant'Uffizio).
42. ↑  Felici, 2016, p. 56.
43. ↑  Bainton 2003, pp. 57-58. Nella traduzione in italiano "Papa" è riportato con l'iniziale minuscola.
44. ↑  Leone X, Decet Romanum pontificem.
45. ↑  Enciclopedia Italiana Treccani alla voce "Angelo Chivasso" in Il Contributo italiano alla storia del Pensiero – Economia (2012) di Giovanni Ceccarelli.
46. ↑  Lucia Felici, La riforma protestante nell'Europa del cinquecento, editore Carocci, pp.61-63
47. ↑  Leppin, 2017, p. 177.
48. ↑  M. Lutero, Breviario, pp. 29 e 45 e Discorsi a tavola, Nº 4342, p. 295-296
49. ↑  (EN)  Friedrich Engels, "The Peasant War in Germany" in "Collected Works of Karl Marx and Friedrich Engels: Volume 10", p. 442
50. ↑  La successione ereditaria del feudo (Diritto di maggiorasco) riservava la proprietà dell'intero patrimonio al primogenito. Ai figli minori, ai cadetti appunto, non rimaneva che conquistarsi un feudo al servizio di qualche principe.
51. ↑  (EN)  Wolf, John B. (1962). The Emergence of European Civilization. New York: Harper & Row. pp. 47, 147
52. ↑  Docsity
53. ↑  A. Giardina - G. Sabatucci - V. Vidotto. Il Manuale dal 1350 al 1650, Bari, 2002; p. 224.
54. ↑  Martin Lutero, Esortazione alla pace a proposito dei dodici articoli dei contadini di Svevia, 1525
55. ↑  Jaroslav J. Pelikan, Hilton C. Oswald, Luther's Works, 55 vols. (St. Louis and Philadelphia: Concordia Pub. House and Fortress Press, 1955–1986), 46: 50–51.
56. ↑  Della vita di Katharina von Bora rimangono pochissime testimonianze, oltre agli scritti di Lutero stesso e di qualche contemporaneo. Tuttavia ella fu un'importante protagonista della Riforma, in quanto ha contribuito alla creazione del modello di matrimonio del clero e di famiglia protestante. Lutero e Katharina erano nati in due regioni della Sassonia tradizionalmente rivali tra loro, governate da due rami del casato dei Wettin: il ramo ernestino, che aveva il diritto di partecipare all'elezione dell'imperatore del Sacro Romano Impero, e il ramo albertino che aveva conservato il titolo di duca di Sassonia. La rivalità tra i due popoli si acuì ulteriormente durante gli anni della riforma, perché gli ernestini appoggiarono Lutero e gli Albertini lo contrastarono.
57. ↑  Dal Breviario:
* Chi combatte il matrimonio e osteggia la condizione coniugale, è un furfante come Marcione e Hätzer; costoro hanno condannato il matrimonio per poter sedurre tutte le donne perbene. (pp. 123-124)
* San Geronimo fu un vero maestro di monaci. Egli scrisse diverse empietà sul matrimonio, in cui vedeva solo (la soddisfazione de)gli istinti. Ma in realtà nel matrimonio le tentazioni vengono sconfitte attraverso la carne. (p. 130)
58. ↑  
«Io non vorrei scambiare la mia Caterina né per il regno di Francia, né per Venezia, in primo luogo perché Dio ha donato lei a me e ha dato me a lei; 2) perché spesso ho sperimentato che ci sono più difetti nelle altre donne che nella mia Caterina; e se anche ne ha qualcuno, pure d'altra parte ci sono molte più grandi virtù; 3) perché osserva la fedeltà coniugale, vale a dire la fede e onestà. Così viceversa deve pensare una moglie del marito.»
(Discorsi a tavola, N° 49, p. 9-10)
59. ↑  A tutt'oggi la Confessione augustana è considerata uno dei testi base delle Chiese protestanti di tutto il mondo e fa parte del Liber Concordiae luterano.
60. ↑  Bainton 2003, p. 297.
61. ↑  Bainton 2003, pp. 225-226.
62. ↑  Bainton 2003, p. 226.
63. 1 2   Franco Molinari, I peccati di Martin Lutero, su ildialogo.org.
64. ↑  Montanelli & Gervaso, ivi.
65. ↑  (LA) Martin Luther, Tractatus de libertate Christiana, in Werke, vol. 7, kritische Gesamtausgabe, Weimar, Hermann Böhlaus Nachfolger, 1897,  p. 49.
66. ↑  Il gesuita Courtnay Murray ad esempio disse di lui: «Era un genio, traboccante di retorica, ma anche pieno di illuminazioni» (cit. in Montanelli & Gervaso, op. cit., p. 104).
67. ↑  Sac. Luigi Villa, Lutero omicida e suicida, ed. Civiltà Brescia, riportato sul sito Chiesa Viva, di orientamento cattolico tradizionalista
68. ↑  Dietrich Emme, Martin Luther, Seine Jugend und Studentenzeit 1483 - 1505, Eine dokumentarische Darstellung mit 14 Tafeln und 1 Faltkarte, Goettingen, 1982.
69. ↑  "Warum ging Luther ins Kloster? Eine Polemik gegen eine neue alte LutherLegende und ihre Anhänger", in: Catholica, 39, 1985, p 255–278.
70. ↑  
"Hieronymus Buntz de Windsheim, non promotus, quia sub censura pleuriticus factus non multo post nature concessit, doctus et pius.", in Erich Kleineidam (a cura di), Universitas studii Erffordensis: überblick über die Geschichte der Universität Erfurt im Mittelalter 1392-1521, Leipzig: St. Benno-Verlag GmbH, 1964, p. 177.
71. ↑   Raul Hilberg, La distruzione degli Ebrei d'Europa, pagg.13,14, Torino, Einaudi, 1995.
72. ↑  Scrive Karl Jaspers che quest'opera anticipa il programma nazista (in Franklin Sherman, Foi transformée: les rencontres avec les Juifs et le judaïsme, ed. John C Merkle, Collegeville, (Minnesota), Liturgical Press, 2003), pp. 63-64.
73. 1 2  «Lutero non è responsabile della Shoah... Le differenze tra l'antiebraismo e poi antigiudaismo cristiano e l'antisemitismo razzista e nazifascista restano grandissime» (Adriano Prosperi, Introduzione a Martin Lutero. Degli ebrei e delle loro menzogne, a cura di Adelisa Malena, Einaudi, 2008
74. ↑  H.Heine, Zur Geschichte der Religion und Philosophie in Deutschland ("Sulla storia della religione e della filosofia in Germania")
75. ↑  Cfr. H. Heine, Per la storia della religione, cit., pp. 206-207; H. Heine, Zur Ge-schichte der Religion, p. 150
76. ↑  La rilettura di Lutero in chiave patriottico-nazionalista da parte del Romanticismo tedesco. Lutero e i 500 anni della Riforma, a cura di Andrea Aguti, Luigi Alfieri, Guido Dall’Olio, Luca Renzi, ETS, Pisa, 2018, cap. Lutero e gli ebrei di Piero Stefani, p. 177 e segg.
77. ↑  Lutero e l'ombra antisemita - Voce Evangelica
78. ↑  Lucia Felici, L'Islam in Europa. L'edizione del Corano di Theodor Bibliander Archiviato il 7 novembre 2017 in Internet Archive.
79. ↑  Vittorio Messori, Ipotesi su Gesù, SEI Editrice, Torino 1976, p. 253.
80. ↑  De Signis Ecclesiae Dei, Vol. II, p. 514.
81. ↑  Praescriptiones adversus haereses, Officina Plantiniana, Antwerp 1606, Praescriptio XVIII,§§ 26-28.
82. ↑  Tre riformatori, a pagina 49 dell'edizione francese Trois réformateurs: Luther – Descartes – Rousseau, Paris, Plon-Nourrit et Cie, 1925.
83. ↑  Hartmann Grisar, Luthers Kampfbilder, (4 volumi), Herder, Freiburg im Breisgau 1921–1923 (vol. IV, Die Abbildung des Papsttums uns andere Kampfbilder in Flugblättern, 1538−1545 (1923), scrive che secondo Franz Costner, autore di un Compendium fidei (1607; già pubblicato in olandese nel 1595), Lutero era stato trovato con il collo rosso e deformato, "strangolato dal demonio".
84. ↑  Luthers Lebensende. Eine historische Untersuchung, Freiburg im Breisgau, 1898.
85. ↑  La mort de Luther, 1895.
86. ↑  Luthers Lebensende: eine kritische Untersuchung, cit.; cfr. anche Hartmann Grisar, Luthers Kampfbilder, cit. e l'articolo di Theo Hoyer "How Dr. Martin Luther Died", Concordia Theological Monthly, XVII, 1946, pp. 81-88.
87. 1 2 3  Roberto Coggi, La riforma protestante, vol. 2, 2004 Dalla morte di Lutero alla pace di Augusta, in "Ripensando Lutero", Edizioni Studio Domenicano, 2004, ISBN 88-7094-531-6, pag. 38
88. ↑  Claudio Geymonat, 18 febbraio 1546, muore Martin Lutero: «Malato di ulcera, viene rinvenuto morto da alcuni amici nel suo letto, probabilmente a causa di un ictus, sebbene non siano mancate negli anni teorie di ogni sorta relative agli ultimi istanti di vita, più o meno artificiosamente create e diffuse per denigrare o esaltare la figura del riformatore tedesco».
89. ↑  E.H. Erikson, Il giovane Lutero. Studio storico-psicoanalitico, Roma 1967, p. 33
90. ↑  Si veda:
* «Lutero non crede più ai miracoli cattolici, ma crede ancora ai diavoli. I suoi discorsi conviviali sono pieni di storie curiose di arti sataniche, di coboldi e di streghe. Egli stesso, nei momenti d’angoscia, pensò talvolta di combattere con il demonio in carne e ossa. Nella “Wartburg” dove egli tradusse il Nuovo Testamento, venne disturbato talmente dal diavolo, che gli scagliò contro il calamaio. Da allora il diavolo ha molta paura dell’inchiostro, ma ancor più della stampa. (H. Heine, Per la storia della religione e della filosoﬁa in Germania, in Id., La Germania, a cura di P. Chiarini, Bulzoni, Roma 1979, pp. 169-316; qui cit. da p. 198. Lo stesso passo è contenuto in H. Heine, ZurGeschichte der Religion und Philosophie in Deutschland, in Id., Über Deutschland (1833-1836), Bd. 8, Akademie-Verlag, Berlin/Editions du CNRS, Paris 1972, pp. 125-230; qui cfr. pp. 143-144)
* "I sogni tristi provengono da Satana, perché tutto quello che serve alla morte e al terrore, all'assassinio e alle menzogne, è opera del diavolo. Spesso mi ha distolto dalla preghiera e mi ha insufflato pensieri tali che io sono fuggito. Le mie lotte migliori con lui le ho combattute a letto, a fianco della mia Käthe". (Lutero, Breviario, p. 103)
* "Quando la coscienza è afflitta, è difficilissimo riconoscere Satana, perché si trasforma in Angelo della luce e nelle sembianze di Dio. Ma dopoché l'ho riconosciuto, mi vien facile dirgli: «Leccami il culo ecc.»" (Discorsi a tavola, Nº 83, p. 14)
91. ↑  Aho JA. Confession and Bookkeeping: the Religious, Moral, and Rhetorical Roots of Modern Accounting, Albany, State University of New York Press; 2005. ISBN 0-7914-6545-4. "Martin Luther and scrupulosity", p. 95–8.
92. ↑  Allan Hugh Cole Jr., A Spirit in Need of Rest: Luther's Melancholia,Obsessive-Compulsive Disorder, and Religiosity, in "Pastoral Psychology", Volume 48, Issue 3, 2000, pp 169–190.
93. ↑  Laurie Krauth, Scrupulosity: Blackmailed by OCD in the Name of God
94. ↑  Lutero e il “pecca fortiter”
95. ↑  Grisar 1933, pp. 194-196.
96. 1 2  Seconda lettera di Pietro, 3, 13.
97. ↑  (LA) Martin Luther, Luther an Melanchthon. 1 August 1521, in Werke. Briefwechsel, vol. 2, Briefe 424, kritische Gesamtausgabe, Weimar, Hermann Böhlaus Nachfolger, 1931,  p. 372.

### Biografie
- (LA) Ioannes Cochlaeus, Commentaria de actis et scriptis Martini Lutheri Saxonis, chronographice, ex ordine ab anno Domini MDXVII usque ad annum MCXLVI inclusive, fideliter conscripta, Apud S. Victorem prope Moguntiam, ex officina Francisci Behem typographi, 1549.
- (DE) Johann Mathesius, Historien von des ehrwirdigen in Gott seligen thewren Manns Gottes Doctoris Martini Luthers Anfang, Lehr, Leben und Sterben, Nürnberg, [Ulrich Neuber & Dietrich Gerlach], 1566.
- Filippo Melantone, Historia de vita et actis Lutheri, Heidelberg, 1548.

### Studi
- Roland Bainton, La riforma protestante, Torino, Einaudi, 1958.
- Roland Bainton, Martin Lutero (Here I Stand), collana Biblioteca di cultura storica n. 65, prefazione di Delio Cantimori, 1ª ed., Torino, Einaudi, 1960.
- Roland H. Bainton, Lutero, Torino, Giulio Einaudi, 2003.
- Ernesto Buonaiuti, Lutero e la Riforma in Germania, collana Collezione Storica, Roma, Editrice «Faro», 1945.
- Roberto Cessi, Martin Lutero, collana Collana Saggi n.184, Torino, Einaudi, 1954.
- Hellmut Diwald, Lutero. Il frate che divise e incendiò l'Europa, in Collana Biografie, traduzione di Bettino Betti, Milano, Rizzoli, 1986.
- E. H. Erikson, Il giovane Lutero. Studio storico-psicoanalitico, Roma, 1967.
- Lucien Febvre, Martin Lutero, Bari, Laterza, 1969.
- Fulvio Ferrario e William Jourdan, Per grazia soltanto. L'annuncio della giustificazione, Torino, Claudiana, 2005.
- Fulvio Ferrario e Paolo Ricca (a cura di), Il consenso cattolico-luterano sulla dottrina della giustificazione, Torino, Claudiana, 1999, ISBN 978-88-7016-323-0.
- Dieter Forte, Martin Lutero & Tommaso Münzer, ovvero l'introduzione della contabilità, traduzione di Giorgio Sichel, Torino, Einaudi, 1974.
- A. Giardina, G. Sabatucci e V. Vidotto, Moduli di storia. Il manuale dal 1350 al 1650, Roma-Bari, Laterza, 2002.
- André Gounelle, I grandi princìpi del protestantesimo, Torino, Claudiana, 2000.
- Hartmann Grisar, Lutero: la sua vita e le sue opere (Martin Luthers Leben und sein Werk), traduzione autorizzata dal tedesco a cura del prof. Alessandro Arrò, Torino, Società Editrice Internazionale, 1933  [1926], SBN PAL0091839.
- Friedrich W. Kantzenbach, Martin Lutero, il riformatore borghese, traduzione di Franco Manci, Collana Tempi e Figure, Edizioni Paoline, 1983.
- Thomas Kaufmann, Lutero, traduzione di M. Cupellaro, Bologna, Il Mulino, 2007.
- Laura Mancinelli, Da Carlo Magno a Lutero. La letteratura tedesca medievale, Torino, Bollati Boringhieri, 1996, ISBN 978-88-339-0963-9.
- Vittorio Miegge, Lutero giovane, prefazione di Valdo Vinay, Milano, Feltrinelli, 1964.
- Otto Hermann Pesch, Martin Lutero. Introduzione storica e teologica, collana Biblioteca di teologia contemporanea n. 135, Brescia, Queriniana, 2007.
- Claudio Pozzoli, Vita di Martin Lutero, collana Le Vite, Milano, Rusconi, 1983.
- Nicola Sfredda, La musica nelle chiese della Riforma, Torino, Claudiana, 2010, ISBN 978-88-7016-816-7.
- Vittorio Subilia, La giustificazione per fede, Brescia, 1976.
- John M. Todd, Martin Lutero, prefazione di Mario Bendiscioli, Milano, Bompiani, 1966.
- Giorgio Tourn, I Protestanti. Una rivoluzione, Claudiana, 1993.
- Lucia Felici, La riforma protestante nell'Europa del Cinquecento, Roma, Carocci, 2016, ISBN 978-88-430-8462-3, SBN PBE0087352.

in lingua inglese
- (EN) Ernest Belfort Bax, The Peasants War in Germany, 1525-1526, 1899.
- (EN)  Miriam Usher Chrisman, Conflicting Visions of Reform: German Lay Propaganda Pamphlets, 1519-1530, Atlantic Highlands, N.J. Humanities Press, 1996, ISBN 978-0-391-03944-5.
- (EN) Robin A. Leaver, Luther, Martin, in The New Grove Dictionary of Music and Musicians, 2ª ed., MacMillan, 2001.
- (EN)  Richard J. Ninness, Between Opposition and Collaboration: Nobles, Bishops, and the German Reformations in the Prince-Bishopric of Bamberg, 1555-1619, Leiden, Brill, 2011, ISBN 978-90-04-20154-5.
- (EN)  William Robertson Hitchcock, The Background of the Knights' Revolt: 1522-1523, University of California Press, 1958.
- (EN)  Merry E. Wiesner-Hanks, Early Modern Europe, 1450-1789, The Cambridge History of Europe Series, Cambridge, Cambridge University Press, 2006.